# Moscovo
Moscovo (português europeu) ou Moscou (português brasileiro) (em russo: Москва; romaniz.: Moskva, lido Maskvá — AFI: [mɐˈskva] (escutarⓘ)) é a capital e maior cidade da Rússia. Fica às margens do rio Moscou na região central do país, com uma população estimada em 12,4 milhões de habitantes dentro dos limites da cidade, mais de 17 milhões de habitantes na área urbana e mais de 20 milhões de habitantes na área metropolitana. A cidade cobre uma área de 2 511 km², enquanto a área urbana cobre 5 891 km² e a área metropolitana cobre mais 26 mil km². Moscou está entre as maiores cidades do mundo, além de ser a maior área urbana e metropolitana da Europa e a maior cidade por área terrestre do continente europeu.
Documentada pela primeira vez em 1147, Moscou cresceu e se tornou uma cidade próspera e poderosa que serviu como capital do Grão-Principado de Moscou e do Czarado da Rússia. Quando o czarado foi reformado para se tornar o Império Russo, a capital foi transferida de Moscou para São Petersburgo, o que diminuiu a influência da cidade. A capital foi então transferida de volta para Moscou após a Revolução de Outubro e a cidade voltou a ser o centro político da RSFS da Rússia e depois da União Soviética. Após a dissolução da União Soviética, Moscou permaneceu como a capital da Federação Russa então recém-estabelecida.
A megacidade mais setentrional e fria do mundo, com uma história de oito séculos, Moscou é governada como uma cidade federal (desde 1993) que serve como centro político, econômico, cultural e científico da Rússia e da Europa Oriental. Como uma cidade global alfa, Moscou tem uma das maiores economias urbanas do mundo. A cidade é uma das cidades mais visitadas da Europa, além de abrigar o maior número de bilionários da Europa e o quarto maior do mundo. O Centro Internacional de Negócios de Moscou é um dos maiores distritos financeiros do mundo, e apresenta alguns dos arranha-céus mais altos da Europa. Moscou foi a cidade-sede dos Jogos Olímpicos de Verão de 1980 e uma das cidades-sede da Copa do Mundo FIFA de 2018.
Como o centro histórico da Rússia, Moscou serve como lar de vários artistas, cientistas e figuras do esporte russos devido à presença de seus vários museus, instituições acadêmicas e políticas e teatros. A cidade abriga vários sítios classificados como Patrimônio Mundial pela UNESCO e é conhecida por sua exibição de arquitetura russa, particularmente sua histórica Praça Vermelha e edifícios como a Catedral de São Basílio e o Kremlin de Moscou, dos quais este último serve como sede do poder do governo russo. Moscou é o lar de muitas empresas russas de vários setores e é servida por uma rede de trânsito abrangente, que inclui quatro aeroportos internacionais, nove terminais ferroviários, um sistema de bonde, um sistema de monotrilho e, principalmente, o metrô de Moscou, o mais movimentado da Europa e um dos maiores sistemas de metrô do mundo. A cidade tem mais de 40 por cento do seu território coberto por vegetação, o que também a torna uma das cidades mais verdes do mundo.

## Etimologia
Pensa-se que o nome da cidade deriva do nome do rio Moskva. Foram propostas várias teorias sobre a origem do nome do rio. Os povos fino-úgricos merya e muroma, que estavam entre as várias tribos pré-eslavas que originalmente habitavam a área, supostamente chamavam o rio de Mustajoki, ou "Rio Negro". Tem sido sugerido que o nome da cidade deriva deste termo.
A teoria mais bem fundamentada linguisticamente e amplamente aceita é da raiz proto-balto-eslava *mŭzg-/muzg- do proto-indo-europeu *meu- "molhado", por isso o nome Moskva pode significar "pântano". Seus cognatos incluem em russo: музга (muzga; "piscina, poça"), em lituano: mazgoti,  em letão: mazgāt ("lavar"), em sânscrito: májjati ("afogar-se"), em latim: mergō ("mergulhar, imergir"). Em muitos países eslavos, Moskov é um sobrenome comum, principalmente na Bulgária, Rússia, Ucrânia e Macedônia do Norte. Além disso, existem lugares com nomes semelhantes na Polônia, como Mozgawa.
A forma original em russo antigo do nome é reconstruída como *Москы, *Mosky, portanto foi um dos poucos substantivos radicais ū eslavos. Tal como acontece com outros substantivos dessa declinação, foi sofrendo uma transformação morfológica no estágio inicial do desenvolvimento da língua, como resultado as primeiras menções escritas no século XII eram Московь, Moskovĭ (caso acusativo), Москви , Moskvi (caso locativo), Москвe/Москвѣ, Moskve/Moskvě (caso genitivo). Destas últimas formas veio o nome russo moderno Москва, Moskva, que é resultado da generalização morfológica com os numerosos substantivos radicais ā eslavos .
No entanto, a forma Moskovĭ deixou alguns vestígios em muitas outras línguas, como em inglês:  Moscow, em alemão:  Moskau, em francês:  Moscou, em georgiano:  მოსკოვი, em letão:  Maskava, em turco otomano: Moskov, em basquir:  Мәскәү, em tártaro:  Mäskäw, em português:  Moscovo/Moscou, Mäskew, em tchuvache/chuvache:  Мускав, Muskav, Muskav, etc. De maneira semelhante, o nome latino Moscovia foi formado e mais tarde tornou-se um nome coloquial para a Rússia usado na Europa Ocidental nos séculos XVI e XVII. Dele também vieram os termos Moscóvia e a Moscovita.
Várias outras teorias (de origem celta, iraniana, caucasiana), com pouco ou nenhum fundamento científico, são agora amplamente rejeitadas pelos linguistas contemporâneos.

## História

### Origem

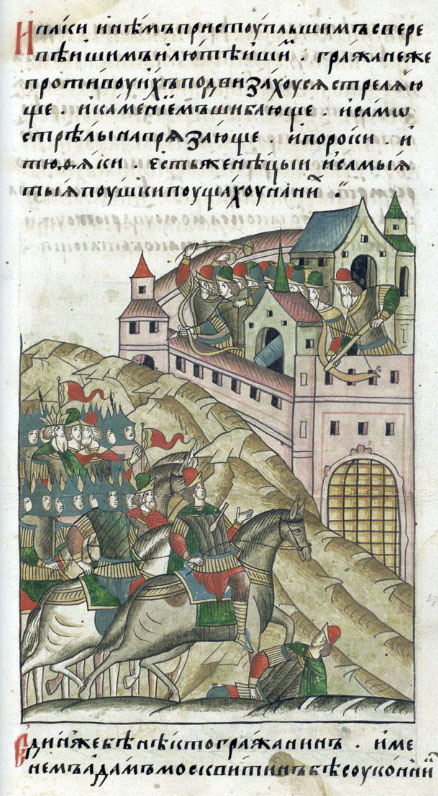
Cerco a Moscou em 1382

O nome da cidade vem do rio Moscou, um termo de origem incerta. A primeira referência à cidade data de 1147, quando Jorge I convidou o príncipe de Novgorod para a cidade de Moscou. O encontro ocorreu em 4 de abril de 1147. A cidade estava em festa, os príncipes das zonas vizinhas ofereciam presentes uns aos outros e fizeram um acordo de cooperação mútua. Nove anos mais tarde, Jorge manda construir uma muralha de madeira, que é reconstruída com frequência para garantir a proteção da cidade que crescia em meio aos conflitos entre Jorge e o príncipe de Czernicóvia. A cidade também era um ponto estratégico para os príncipes de Vladimir-Susdália, na época uma importante província. O rio Volga também tinha grande influência nas trocas comerciais entre a cidade e os restantes principados, bem como outros reinos. Prova disso são as moedas árabes encontradas na cidade.
Na altura, Moscou era mais uma cidade administrativa do que comercial, dado que a população que ali vivia era sobretudo camponesa. Nos anos seguintes, a cidade viria a ter metalúrgicos e pessoas ligadas a artesões. O rio Volga, o seu ponto estratégico e a crescente populações fizeram Moscou crescer nos séculos XII e XIII.

### Rússia de Kiev e Vladimir-Susdália

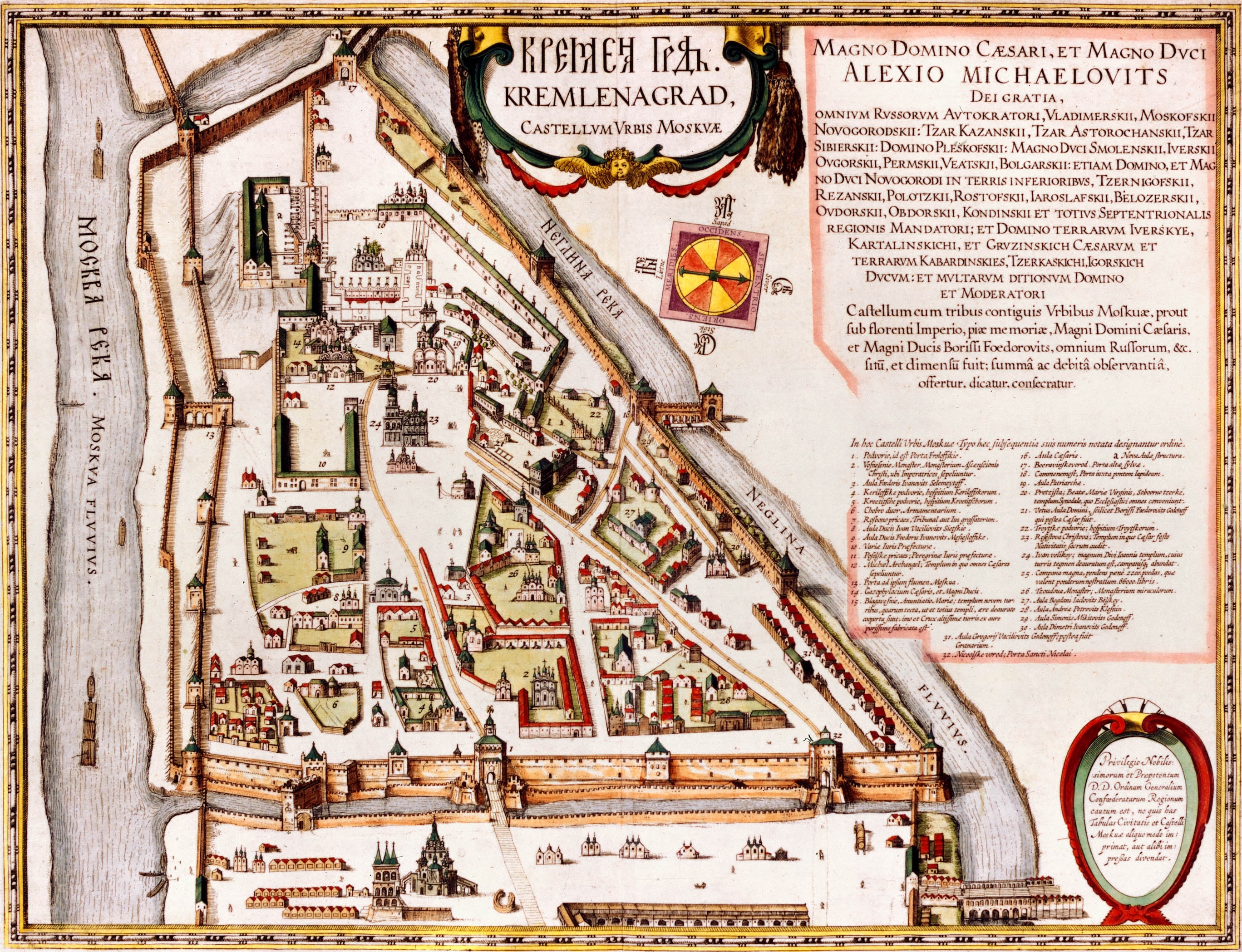
Kremlin de Moscou no século XVI

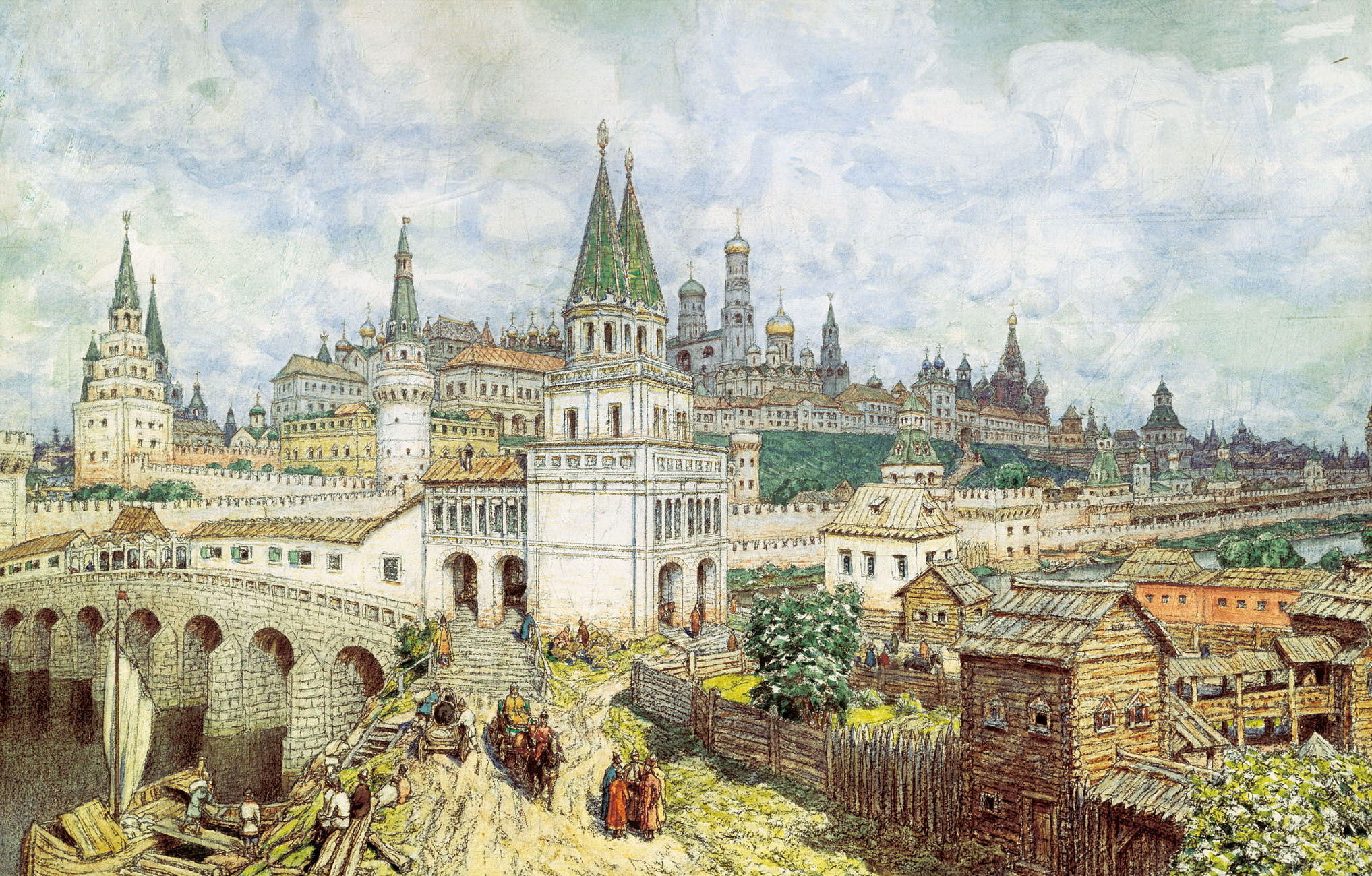
Vista de Moscou no século XVII

No inverno de 1278, os mongóis capturaram a cidade e assassinaram o comandante da armada, bem como praticamente toda a população. Esses saques, ligados diretamente à história da Rússia, foram um desastre à composição do território russo. Posteriormente, os moscovitas puderam regressar às suas casas expulsando os inimigos. Contudo, ao contrário do que se passava na cidade, o resto do sul do território havia sido totalmente destruído, e muitas das cidades não se recuperaram, provocando grandes ondas de imigração para norte, onde se localizava Moscou. Isso influenciou a cidade, que viu a sua população crescer.
Depois dos saques e das carnificinas provocados pelos tártaros, Moscou volta a se recuperar e, em 1327, a cidade torna-se a capital do principado de Vladimir-Suzdal. A sua boa localização em relação ao rio Volga permitiu um desenvolvimento estável, atraindo milhares de refugiados provenientes de todo o território russo devido às grandes invasões dos tártaros, estabelecendo o poderoso Estado da Moscóvia.
Sob o poder de Ivan I da Rússia, Moscou substitui definitivamente Tver como o centro político de Vladimir-Suzdal. A partir daí, a cidade cresce a uma velocidade ainda maior. Ao contrário dos outros principados do mundo, a Moscóvia não era dividida em zonas para serem governadas pelos filhos, mas sim herdada inteiramente pelos descendentes. A revolta de Moscou contra a dominação estrangeira aumentava cada vez mais.
Em 1380, Demétrio, príncipe de Moscou, ganhou uma importante batalha que permitiu acabar com o poder dos tártaros, a batalha de Kulikovo. Com isso, a Rússia, através de Moscou, torna-se livre de todo o domínio estrangeiro. A cidade torna-se num grande centro de poder, que, com o passar dos anos, viria a tornar-se a capital de um grande Império com grande importância mundial. Com isto, Kiev perde o seu estatuto de poder que antes tivera como Rússia de Kiev.

### Czarado e Império

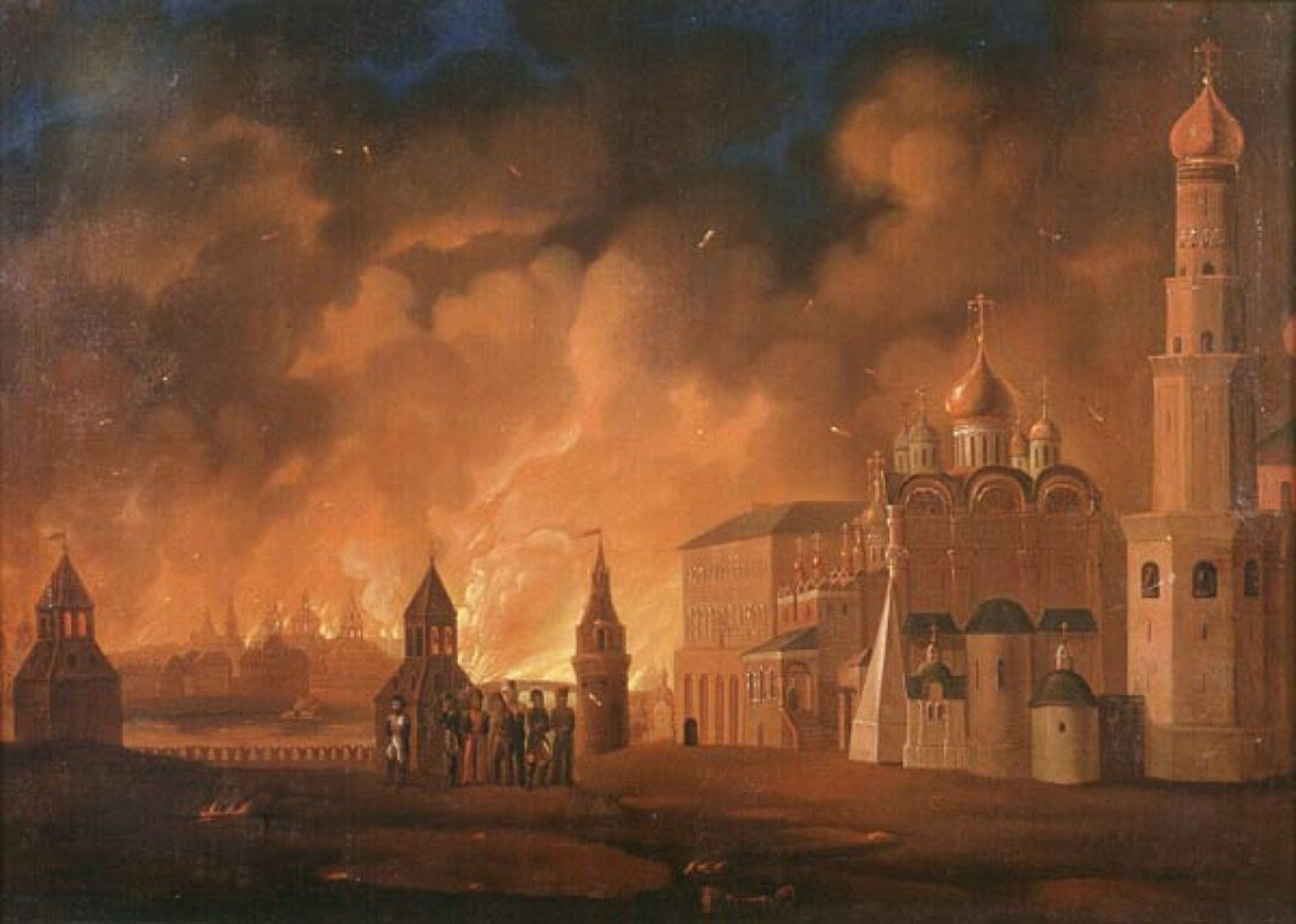
O incêndio de Moscou, durante a invasão francesa da Rússia em 1812

Em 1571, tártaros da Crimeia atacaram e saquearam Moscou, poupando apenas o Kremlin. O século XVII seria marcado por um grande crescimento populacional e por certas revoluções, como o fim da invasão da Polônia e Lituânia em 1612 e a revolta de Moscou em 1682. Em 1712, após Pedro, o Grande fundar São Petersburgo às margens do Neva, em 1703, Moscou perde a condição de capital. As razões foram o contato com o mar que São Petersburgo propiciava, a localização estratégica para as trocas comerciais e a própria defesa da Rússia.
O ano de 1812 é, sem dúvida, a data mais conhecida da história da Rússia, pois marca a invasão das tropas de Napoleão Bonaparte. Ao saber que Napoleão chegara às fronteiras da Rússia, os moscovitas elaboraram uma emboscada previamente definida. Quando os franceses chegaram à cidade, em 14 de setembro, o seu assustador exército encontrou uma cidade abandonada e completamente queimada. Sem nada para comer e com o terrível frio russo, as tropas viram-se obrigadas a bater em retirada. A imensa maioria morreu no regresso a França, fazendo com que Napoleão fosse perseguido pelos russos. Este acontecimento é dramatizado na obra Guerra e Paz, de Leão Tolstoi, e na Abertura 1812 de Piotr Ilitch Tchaikovski, que retrata todos estes acontecimentos.

### União Soviética

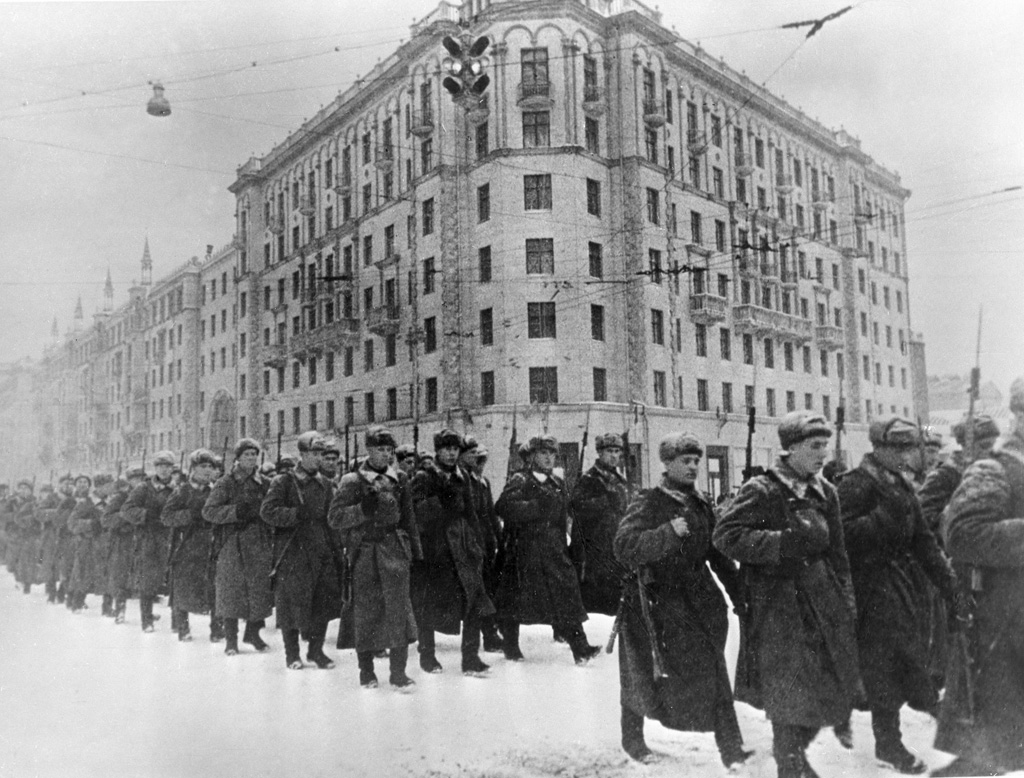
Forças soviéticas durante a Segunda Guerra Mundial

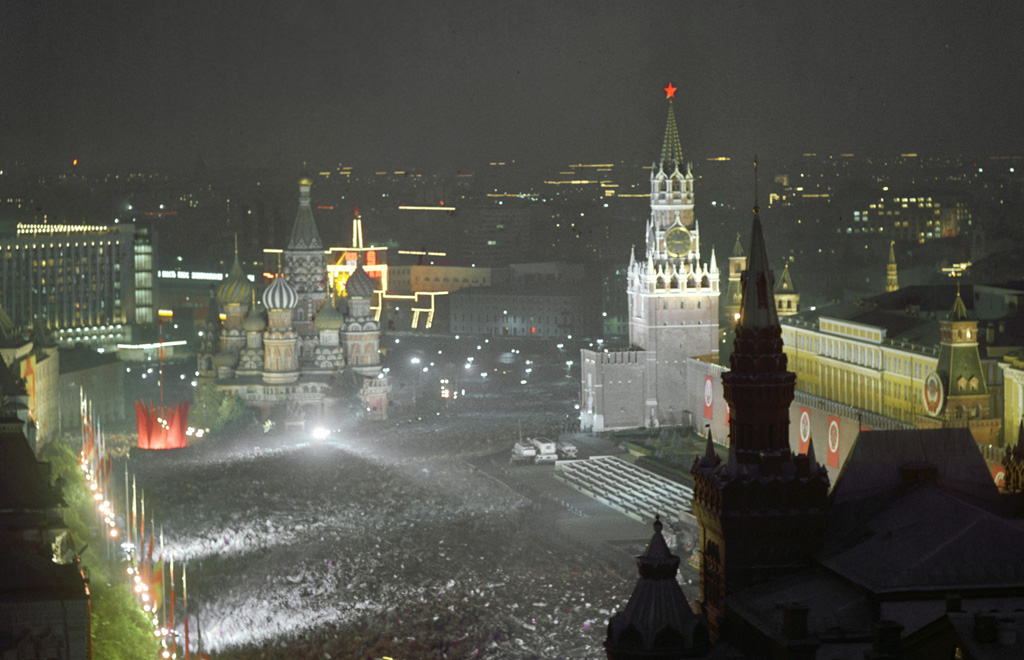
Dia da Vitória em 1975

Depois da vitória, Moscou continua crescendo a um ritmo bastante elevado. Em 1918, durante a Guerra Civil, Moscou serviu de quartel-general do Exército Vermelho, com um número aproximado de 178 500 soldados. Com o grande feito da Revolução de Outubro, a cidade torna-se capital da União Soviética, em 12 de março de 1918.
Em novembro de 1941, a cidade volta a ser atacada, desta vez pela Alemanha Nazi, durante a Segunda Guerra Mundial. Moscou é evacuada e decretada como campo de batalha. Ao passo que a cidade era bombardeada, eram construídos diversos armamentos para combater os tanques. Nessa altura, e devido aos riscos, o líder soviético da época, Joseph Stálin, é aconselhado a abandonar a cidade e evacuar o resto da população que lá permanecia. A proposta, entretanto, foi recusada pelo líder. Em meio à invasão, a cidade dava continuidade à construção do metrô iniciada em 1930 que, ironicamente, foi beneficiada pelos bombardeamentos, que permitiram a expansão rápida das linhas.
Posteriormente, Moscou recebeu as Olimpíadas de 1980, que foram boicotados pelos Estados Unidos e outras nações ocidentais como protesto contra a Invasão soviética do Afeganistão.

### Federação Russa
Em 1991, a URSS é dissolvida e, com Boris Iéltsin no poder, Moscou cresce exponencialmente. A cidade passa a ser a capital da Federação Russa, onde fica o poder central, a Duma. No fim da década de 1990, a cidade cresce, aumenta suas linhas de metrô e moderniza a sua arquitetura, gerando críticas à demolição desmedida de prédios históricos para dar lugar aos grandes arranha-céus. Moscou transforma-se numa cidade cosmopolita cheia de história, cultura e vivacidade, mas também com problemas como o crime organizado e a pobreza.

## Geografia

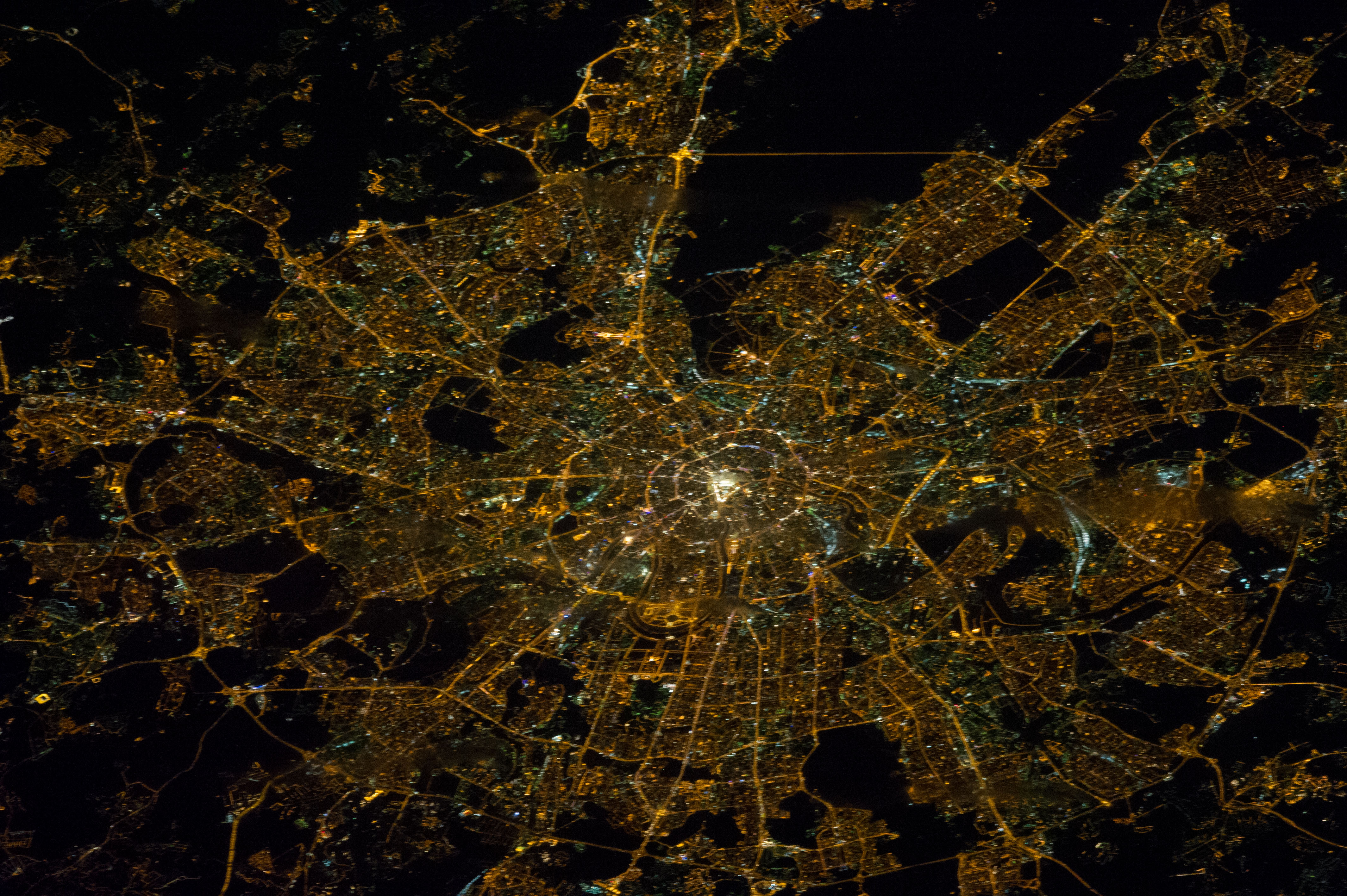
Moscou vista à noite da Estação Espacial Internacional

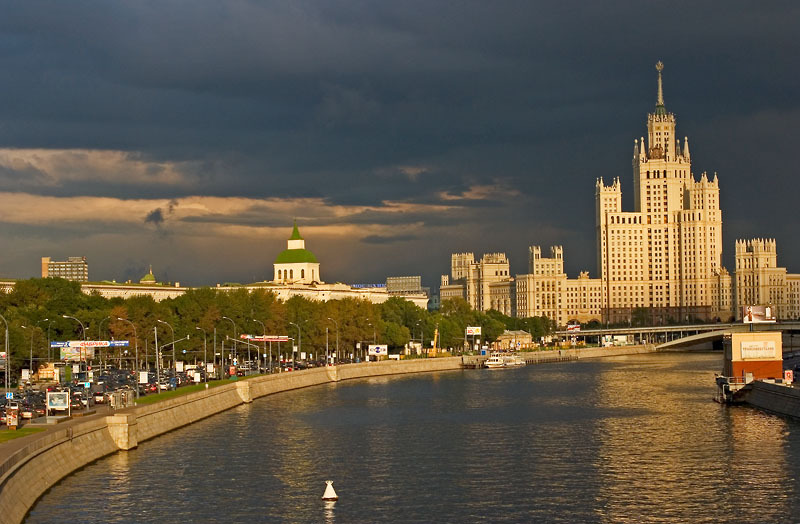
Rio Moskva com o Edifício Kotelnitcheskaya ao fundo

### Localização
Moscou está situada às margens do rio Moskva, que flui por pouco mais de 500 km através da planície europeia oriental na Rússia central. No total, 49 pontes atravessam o rio e seus canais dentro dos limites da cidade. A elevação de Moscou no Centro de Exposições de Toda a Rússia (VVC), onde está situada a principal estação meteorológica de Moscou, é de 156 m. Teplostanskaya é o ponto mais alto da cidade com 255 m.

### Horário
Moscou serve como ponto de referência para o fuso horário usado na maior parte da Rússia europeia, Bielorrússia e República da Crimeia. As áreas operam no que é conhecido nos padrões internacionais como Moscow Standard Time (MSK, МСК), que é 3 horas antes do UTC, ou UTC+3. O horário de verão não é mais aplicado. De acordo com a longitude geográfica, o meio-dia solar médio em Moscou ocorre às 12h30.

### Parques e áreas verdes
Existem 96 parques e 18 jardins em Moscou, incluindo quatro jardins botânicos. Existem 450 km² de zonas verdes além de 100 km² de florestas. Moscou é uma cidade muito verde quando comparada a outras cidades de tamanho comparável na Europa Ocidental e na América do Norte. Existem em média 27 m² de parques por pessoa em Moscou, em comparação com 6 m² em Paris, 7,5 m² em Londres e 8,6 m² em Nova York.

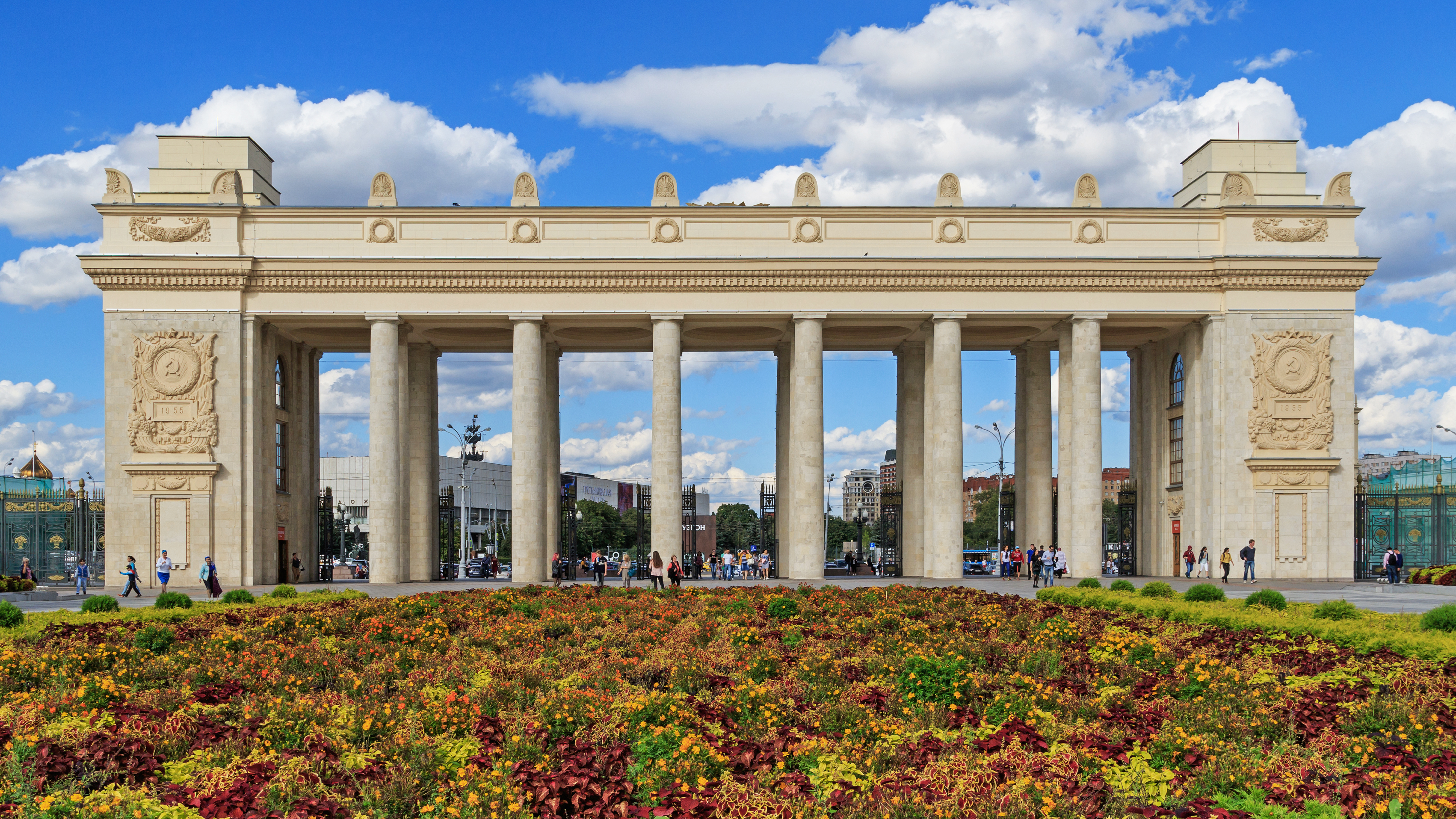
Parque Gorky

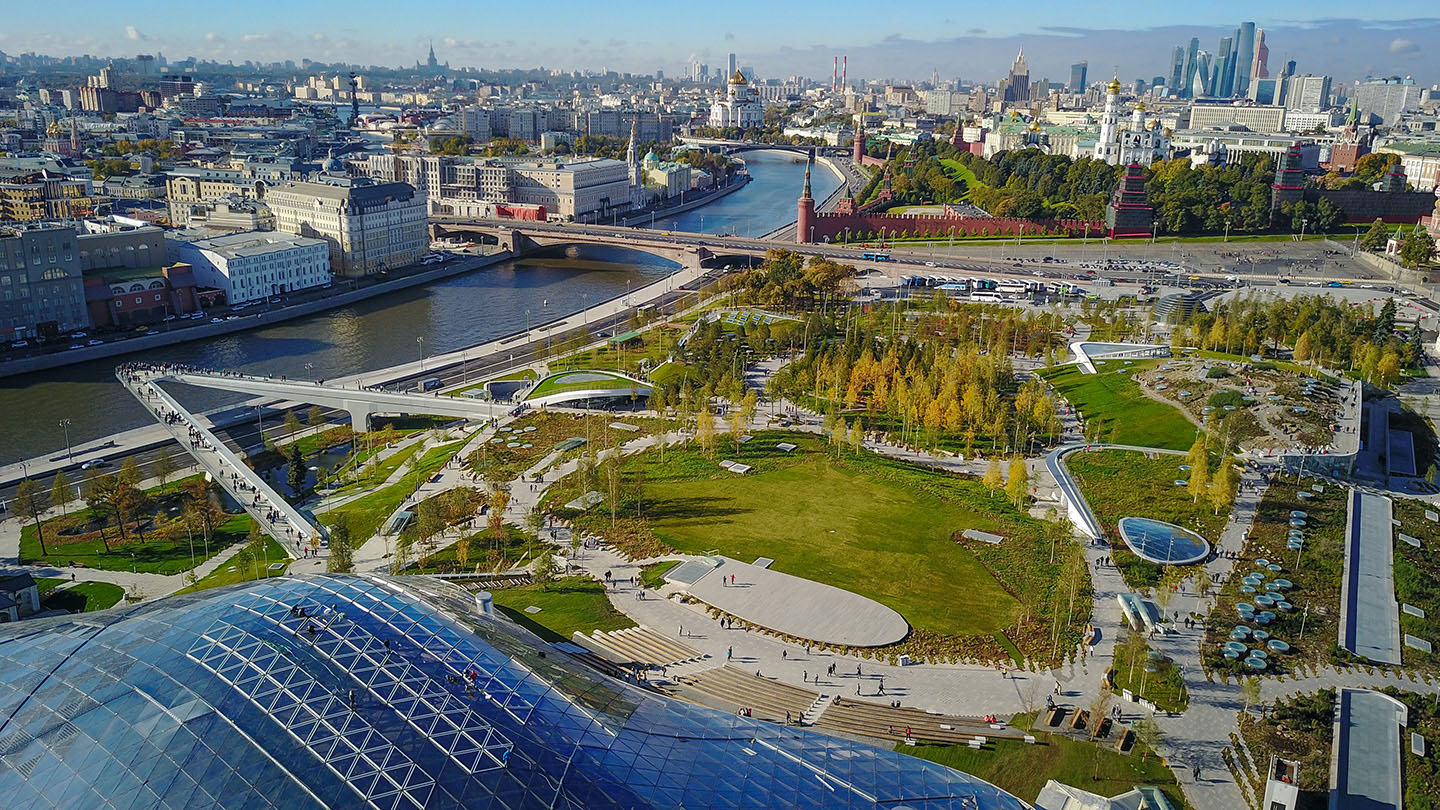
Parque Zaryadye

O Parque Gorky (oficialmente o Parque Central de Cultura e Descanso em homenagem a Maxim Gorky), foi fundado em 1928. A parte principal (689 mil m²) ao longo do rio Moskva contém estrades, atrações infantis (incluindo a Roda de Observação, lagoas com barcos e bicicletas aquáticas), quadras de tênis e outras instalações esportivas. Faz fronteira com o Jardim Neskuchny (408 mil m²), o parque mais antigo de Moscou e uma antiga residência imperial, criada como resultado da integração de três propriedades no século XVIII. O Jardim apresenta o Teatro Verde, um dos maiores anfiteatros abertos da Europa, com capacidade para 15 mil pessoas.
O Parque Izmaylovsky, criado em 1931, é um dos maiores parques urbanos do mundo, juntamente com o Richmond Park, em Londres. A sua área de 15,34 km², é seis vezes maior que a do Central Park em Nova York.
O Jardim Botânico Principal da Academia de Ciências de Tsytsin, fundado em 1945, é o maior da Europa. Abrange o território de 3,61 km² na fronteira com o Centro Panrusso de Exposições e contém uma exposição de mais de 20 mil espécies de plantas de todo o mundo, bem como um laboratório para pesquisa científica. Contém também um rosário com 20 mil roseiras, um dendrário e um carvalhal, com idade média das árvores superior a 100 anos. Há uma estufa ocupando mais de 5 000 m².
Outras atrações incluem o Zoológico de Moscou, um jardim zoológico em duas seções (os vales de dois riachos) ligados por uma ponte, com quase mil espécies e mais de 6 500 espécimes. A cada ano, o zoológico atrai mais de 1,2 milhão de visitantes.

### Clima

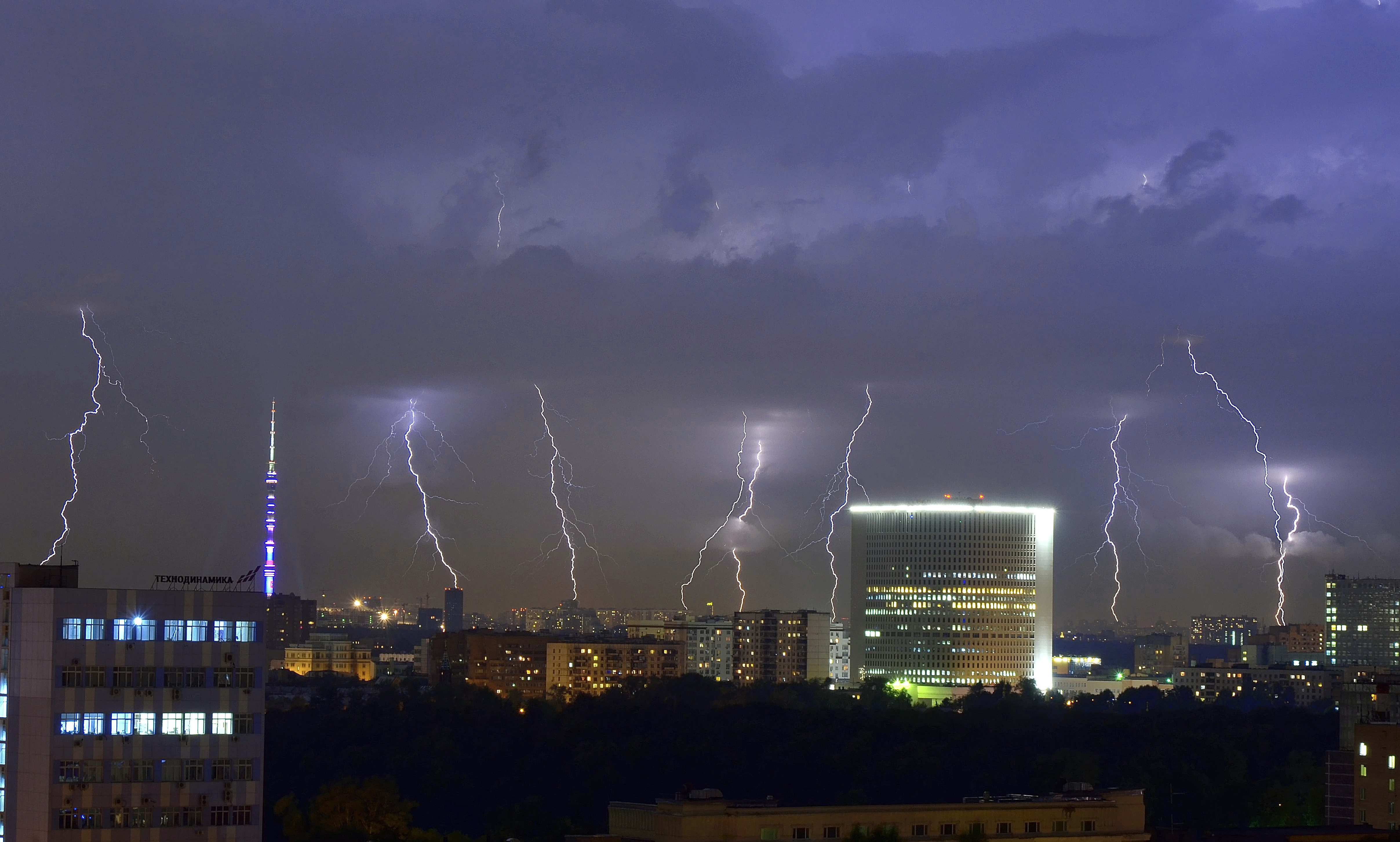
Raios em Moscou durante uma tempestade em 2016

Moscou tem um clima continental úmido (Köppen: Dfb) com invernos longos e frios (embora médios para os padrões russos) geralmente durando de meados de novembro até o final de março e verões quentes. Climas continentais mais extremos na mesma latitude — como partes do leste do Canadá ou da Sibéria — têm invernos muito mais frios do que Moscou, sugerindo que ainda há moderação significativa do Oceano Atlântico, apesar do fato de Moscou estar longe do mar. O clima pode flutuar amplamente, com temperaturas variando de -25 °C na cidade e -30 °C nos subúrbios a acima de 5 °C no inverno e de 10 a 35 °C no verão.
As altas temperaturas típicas nos meses quentes de junho, julho e agosto estão em torno de confortáveis 20 a 26 °C, mas durante as ondas de calor (que podem ocorrer entre maio e setembro), as altas temperaturas diurnas geralmente excedem 30 °C, às vezes por uma semana ou duas de cada vez. No inverno, as temperaturas médias normalmente caem para aproximadamente -10 °C, embora quase todo inverno haja períodos de calor com temperaturas diurnas subindo acima de 0°C e períodos de resfriamento com temperaturas noturnas caindo abaixo de −20 °C. Esses períodos geralmente duram cerca de uma semana ou duas. A estação de cultivo em Moscou normalmente dura 156 dias, geralmente por volta de 1 de maio a 5 de outubro.

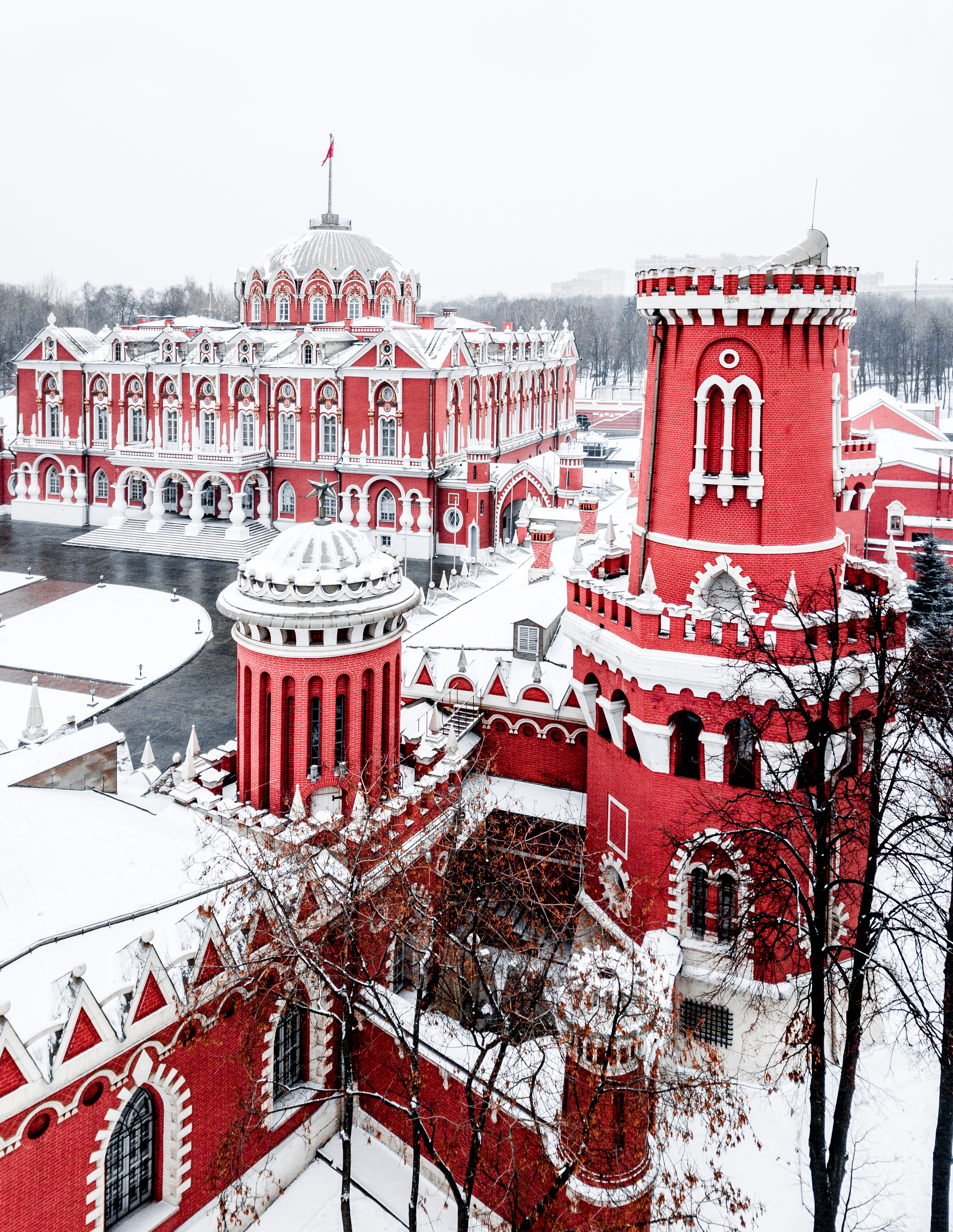
Palácio Petrovsky durante o inverno

A temperatura mais alta já registrada foi de 38,2 °C na estação meteorológica VVC e 39,0 °C no centro de Moscou e do aeroporto Domodedovo em 29-7-2010, durante a incomum onda de calor no Hemisfério Norte naquele ano. Altas temperaturas recordes foram registradas em janeiro, março, abril, maio, julho, agosto, novembro e dezembro em 2007–2014.
Em média, Moscou tem 1 731 horas de luz solar por ano, variando de 8% em dezembro a 52% de maio a agosto. Esta grande variação anual é devido à formação de nuvens convectivas. No inverno, o ar úmido do Atlântico condensa no interior frio do continente, resultando em condições muito nubladas. No entanto, essa mesma influência continental resulta em verões consideravelmente mais ensolarados do que as cidades oceânicas de latitude semelhante, como Edimburgo, no Reino Unido. Entre 2004 e 2010, a média ficou entre 1800 e 2000 horas com tendência a mais luz solar nos meses de verão, até um recorde de 411 horas em julho de 2014, 79% da luz solar possível. Dezembro de 2017 foi o mês mais escuro em Moscou desde o início dos registros, com apenas seis minutos de luz solar.
As temperaturas no centro de Moscou costumam ser significativamente mais altas do que nos arredores e nos subúrbios próximos, especialmente no inverno. Por exemplo, se a temperatura média de fevereiro no nordeste de Moscou é de -6,7 °C, enquanto nos subúrbios é de cerca de -9 °C.
| Tabela Climática de Moscou                  | Tabela Climática de Moscou | Tabela Climática de Moscou | Tabela Climática de Moscou | Tabela Climática de Moscou | Tabela Climática de Moscou | Tabela Climática de Moscou | Tabela Climática de Moscou | Tabela Climática de Moscou | Tabela Climática de Moscou | Tabela Climática de Moscou | Tabela Climática de Moscou | Tabela Climática de Moscou | Tabela Climática de Moscou | Tabela Climática de Moscou |
| Temperatura                                 | Temperatura                | Temperatura                | Temperatura                | Temperatura                | Temperatura                | Temperatura                | Temperatura                | Temperatura                | Temperatura                | Temperatura                | Temperatura                | Temperatura                | Temperatura                | Temperatura                |
| Mês                                         | Jan                        | Fev                        | Mar                        | Abr                        | Mai                        | Jun                        | Jul                        | Ago                        | Set                        | Out                        | Nov                        | Dez                        |                            | Média                      |
| ------------------------------------------- | -------------------------- | -------------------------- | -------------------------- | -------------------------- | -------------------------- | -------------------------- | -------------------------- | -------------------------- | -------------------------- | -------------------------- | -------------------------- | -------------------------- | -------------------------- | -------------------------- |
| Máxima registrada °C                        | 8.6º                       | 8.3º                       | 19.7º                      | 28.9º                      | 33.2º                      | 34.8º                      | 38.2º                      | 37.3º                      | 32.3º                      | 24.0º                      | 16.2º                      | 9.8º                       |                            | 38.2º                      |
| Média Máxima °C                             | -3.9º                      | -3.0º                      | 3.0º                       | 11.7º                      | 19.0º                      | 22.4º                      | 24.7º                      | 22.7º                      | 16.4º                      | 8.9º                       | 1.6º                       | -2.3º                      |                            | 10.1º                      |
| Média °C                                    | -6.2º                      | -5.9º                      | -0.7º                      | 6.9º                       | 13.6º                      | 17.3º                      | 19.7º                      | 17.6º                      | 11.9º                      | 5.8º                       | -0.5º                      | -4.4º                      |                            | 6.3º                       |
| Média mínima °C                             | -8.7º                      | -8.8º                      | -4.2º                      | 2.3º                       | 8.1º                       | 12.2º                      | 14.8º                      | 13.0º                      | 8.0º                       | 3.0º                       | -2.4º                      | -6.5º                      |                            | 2.6º                       |
| Mínima registrada °C                        | -42.1º                     | -38.2º                     | -32.4º                     | -21.0º                     | -7.5º                      | -2.3º                      | 1.3º                       | -1.2º                      | -8.5º                      | -20.3º                     | -32.8º                     | -38.8º                     |                            | -42.1º                     |
| Precipitação                                |                            |                            |                            |                            |                            |                            |                            |                            |                            |                            |                            |                            |                            |                            |
| Mês                                         | Jan                        | Fev                        | Mar                        | Abr                        | Mai                        | Jun                        | Jul                        | Ago                        | Set                        | Out                        | Nov                        | Dez                        |                            | Total                      |
| Total mm                                    | 53                         | 44                         | 39                         | 37                         | 61                         | 78                         | 84                         | 78                         | 66                         | 70                         | 52                         | 51                         |                            | 713                        |
| Dados referentes aos séculos XIX, XX e XXI. |                            |                            |                            |                            |                            |                            |                            |                            |                            |                            |                            |                            |                            |                            |

## Demografia

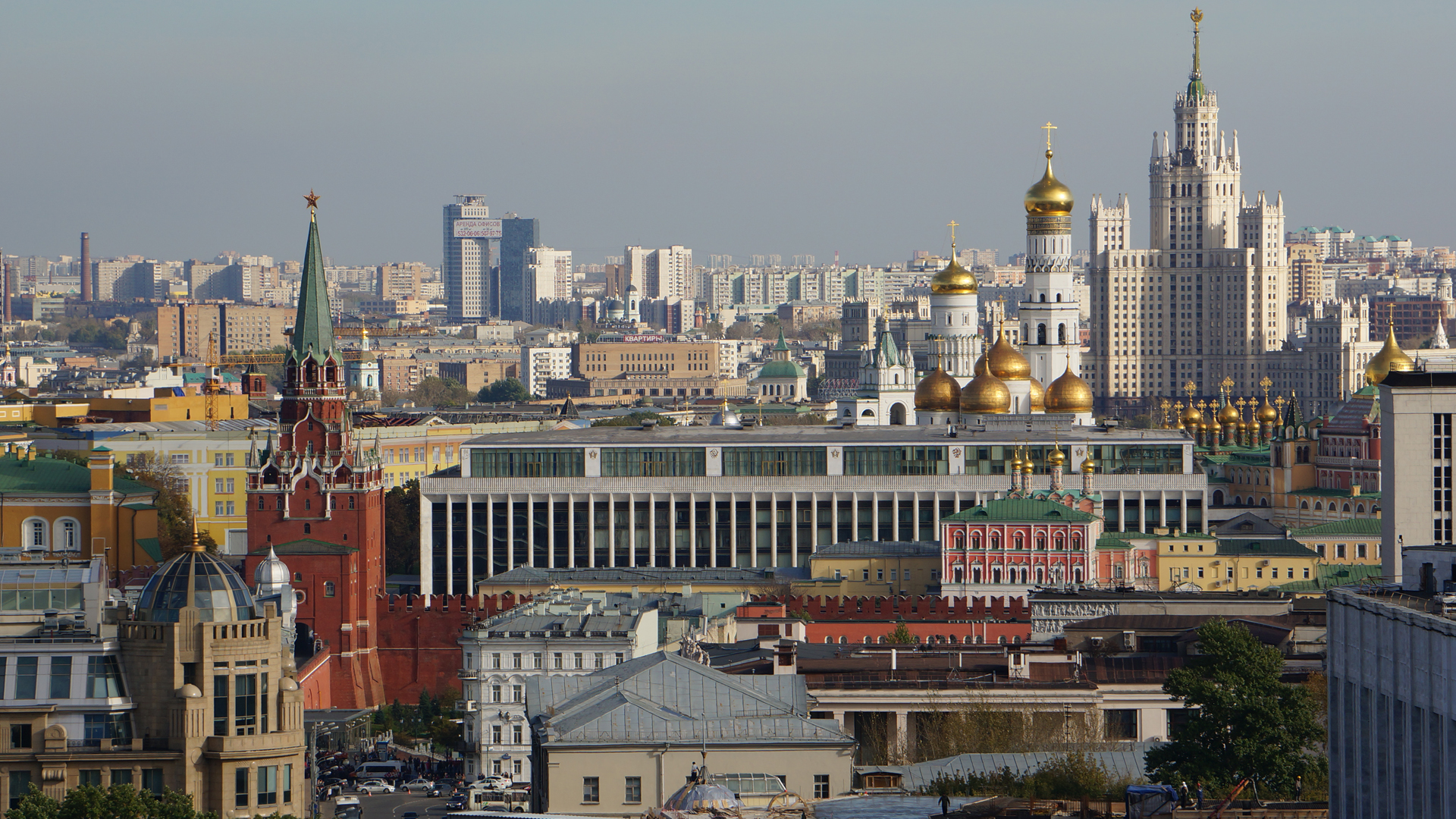
Vista geral da cidade

De acordo com as estatísticas federais de 2013, a população de Moscou é de 11 979 529 habitantes, contra 10 382 754 registrados no censo de 2002.
Na época do censo de 2010 oficial, a composição étnica da cidade era:

| Russos       | 91,6% | Georgianos  | 0,4% | Ossetas     | 0,1%  |
| Ucranianos   | 1,4%  | Usbeques    | 0,3% | Coreanos    | 0,1%  |
| Tártaros     | 1,4%  | Tajiques    | 0,2% | Cazaques    | 0,1%  |
| Armênios     | 1,0%  | Moldavos    | 0,2% | Basquírios  | 0,1%  |
| Azeris       | 0,5%  | Mordovianos | 0,2% | Chineses    | 0,03% |
| Judeus       | 0,5%  | Chechenos   | 0,1% | Vietnamitas | 0,03% |
| Bielorrussos | 0,4%  | Chuvaches   | 0,1% | Outros      | 1,2%  |

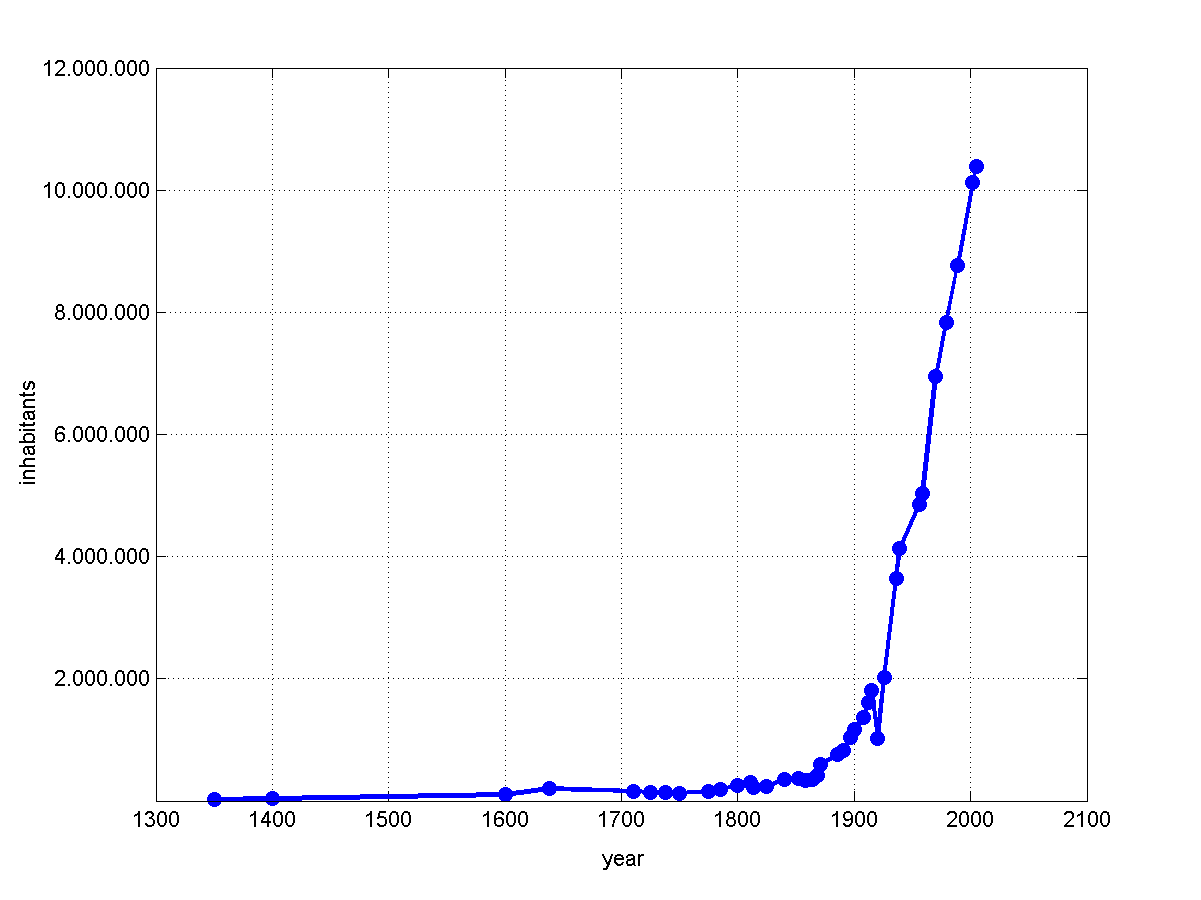
Gráfico populacional de Moscou, entre 1350 e 2009

A população oficial de Moscou é tomada daqueles que têm residência permanente. De acordo com o Serviço Federal de Migração da Rússia, Moscou também possui 1 milhão e 800 mil moradores oficiais com residência temporária. O número de moradores não oficiais, aqueles sem a devida documentação, é estimado em um adicional de 1 milhão de pessoas.

### Religião

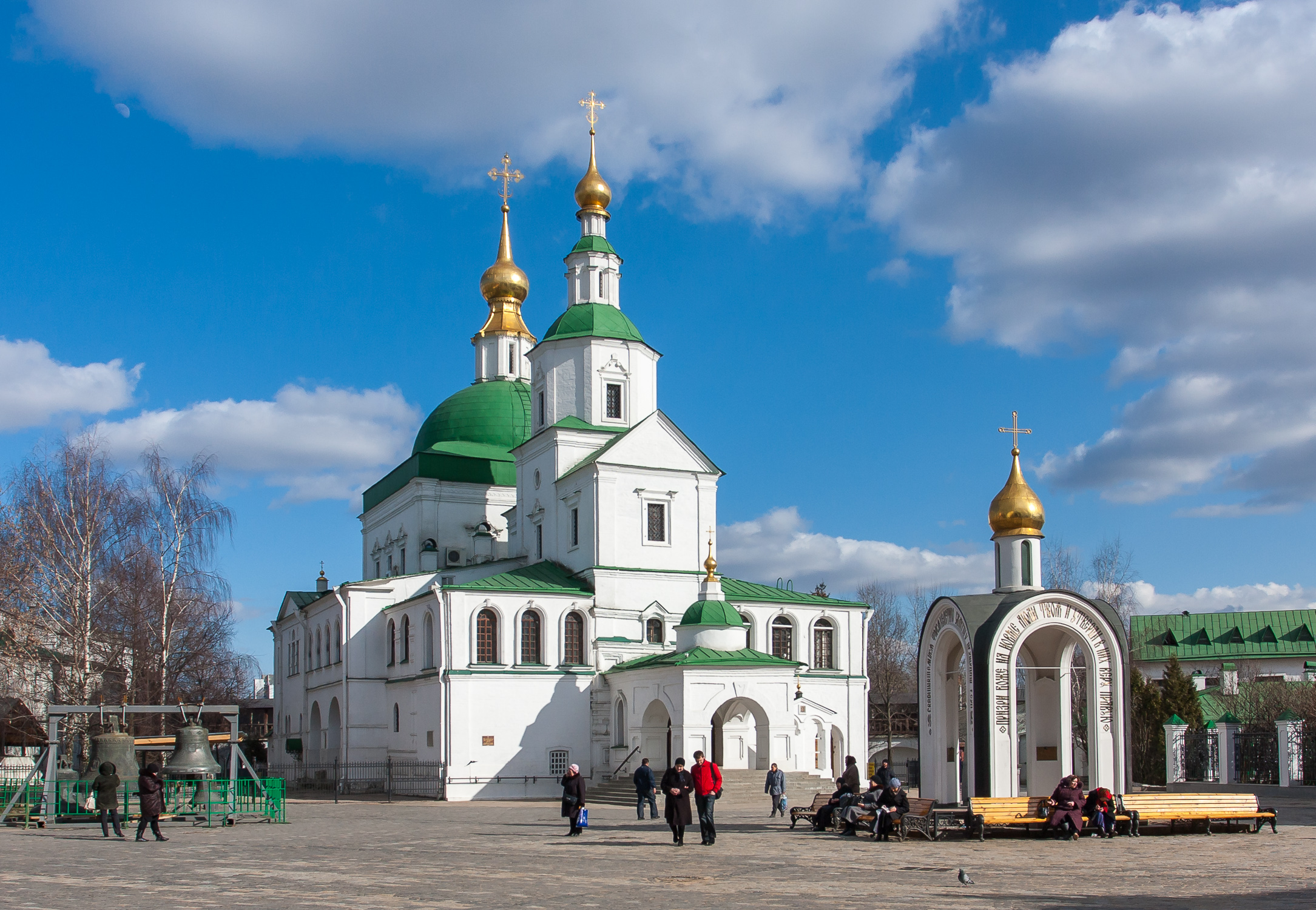
Mosteiro de Danilov, residência oficial do Patriarcado de Moscou e sede da Igreja Ortodoxa Russa

O Cristianismo é a religião predominante na cidade, sendo a Igreja Ortodoxa Russa a denominação mais popular. Moscou também é a sede de um Patriarcado, entre os mais influentes da Igreja, que conduz a religião tradicional do país, considerada uma parte do patrimônio histórico da Rússia em uma lei aprovada em 1997. Além dos velhos crentes, as outras religiões praticadas em Moscou incluem o Islã, o Protestantismo, o Budismo e o Judaísmo.
O Patriarcado de Moscou serve como a sede da Igreja russa, residindo no Mosteiro de Danilov. Moscou era chamada de cidade das 1 600 igrejas até 1918, quando a Rússia se tornou um Estado ateu e a religião perdeu sua posição na sociedade. Com a desintegração da União Soviética, em 1991, muitas das igrejas destruídas foram restauradas e as religiões tradicionais vem ganhando popularidade.
Enquanto a população muçulmana da cidade é estimada entre 1,2 e 1,5 milhões de pessoas de um total de 12 milhões, no ano de 2010 havia apenas quatro mesquitas na cidade. Apesar de uma mesquita adicional ter sido aprovada no sudeste, ativistas contrários às práticas islâmicas bloquearam a sua construção.

## Política

### Governo local

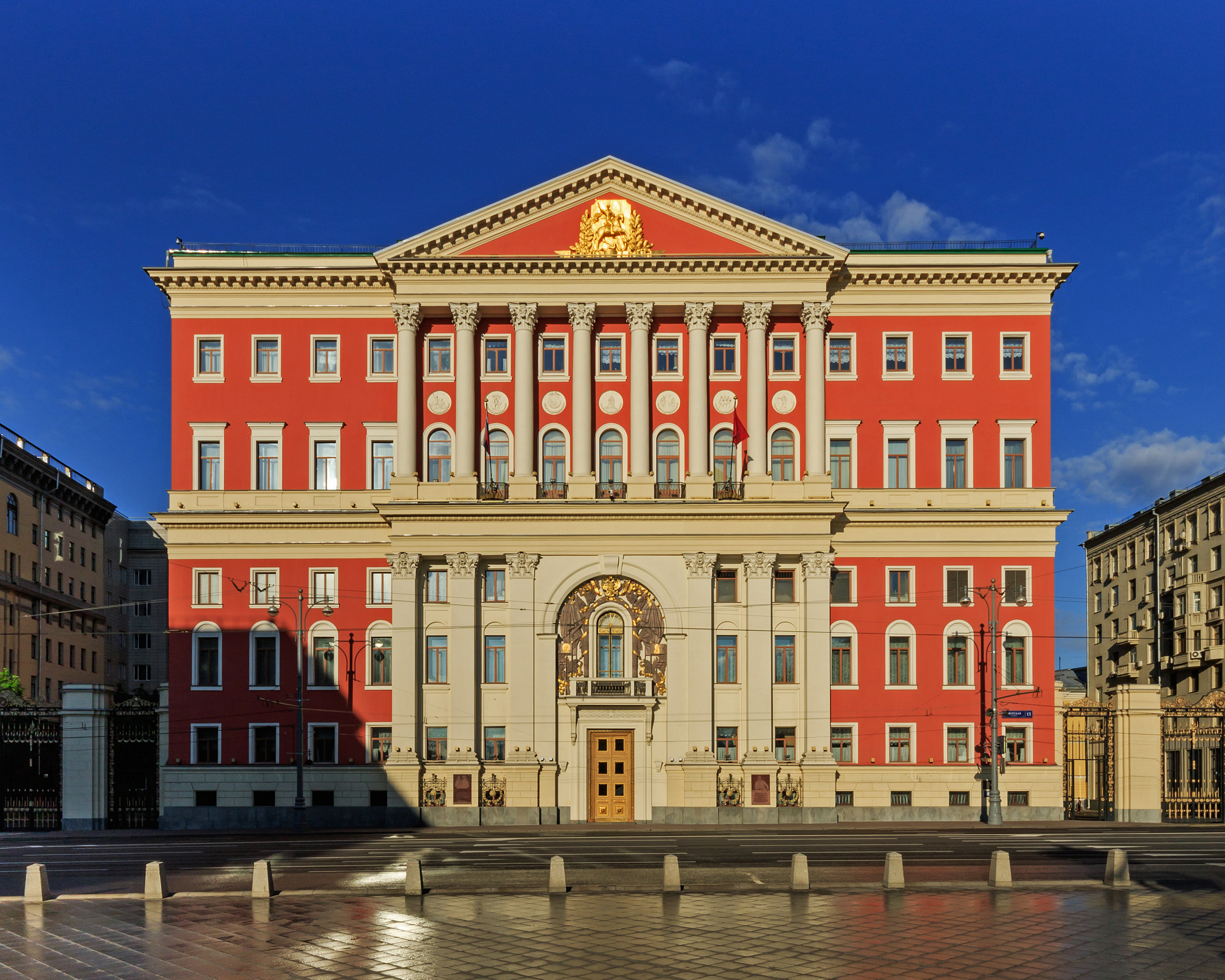
Residência oficial do prefeito de Moscou

Moscou é a sede do poder para a Federação Russa. No centro da cidade, no distrito administrativo central, está o Kremlin de Moscou, que abriga a casa do Presidente da Rússia, bem como muitas das instalações do governo nacional. A cidade, como qualquer capital nacional, é também a sede de todas as embaixadas estrangeiras e diplomatas que representam as várias nações na Rússia. Moscou é designada como uma das três únicas cidades federais da Rússia, junto com Sebastopol e São Petersburgo.

### Governo federal

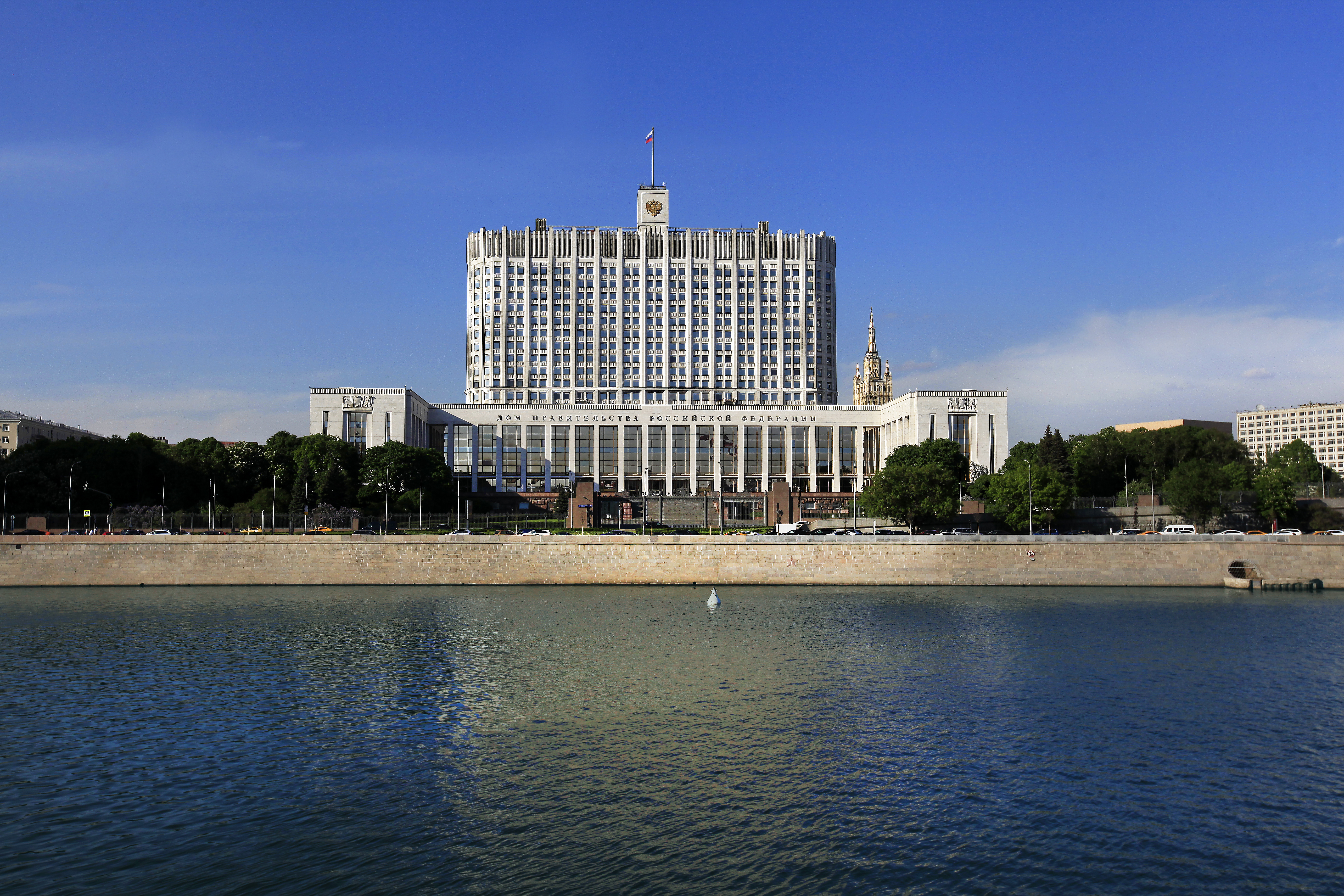
A Casa Branca

Moscou, como a capital da país, sedia as autoridades federais legislativas, executivas e judiciais do país, com exceção do Tribunal Constitucional da Federação Russa, localizado em São Petersburgo desde 2008.
A autoridade executiva suprema — o Governo da Federação Russa — está localizada na Casa Branca, no centro de Moscou, assim como a Duma Federal e o Conselho da Federação. O Supremo Tribunal da Federação Russa e o Supremo Tribunal de Arbitragem da Federação Russa também estão localizados em Moscou. Além disso, o Kremlin de Moscou é a residência oficial do Presidente da Federação Russa. A residência de trabalho do presidente no Kremlin está localizada no Palácio do Senado.

### Segurança

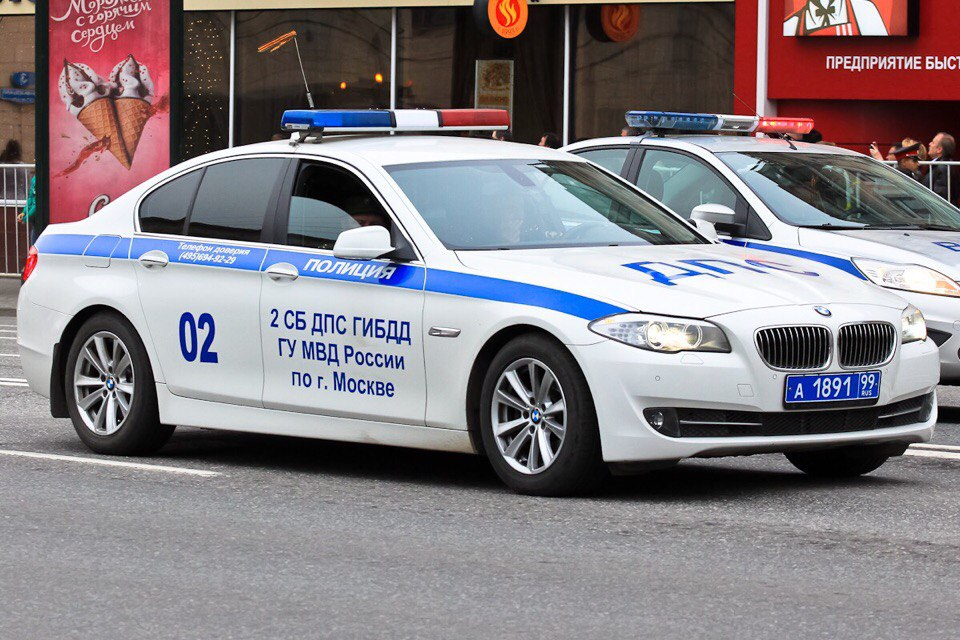
Viatura da Polícia de Moscou

De acordo com a classificação das cidades mais seguras feita pela The Economist, Moscou ocupa a 37ª posição com uma pontuação de 68,5 pontos por cento. O nível geral de criminalidade é bastante baixo.
Mais de 170 000 câmeras de vigilância estão conectadas ao sistema de reconhecimento facial da cidade. As autoridades reconheceram o experimento bem-sucedido de dois meses com reconhecimento automático de rostos, gênero e idade das pessoas em tempo real — e então implantaram o sistema em toda a cidade. A rede de videovigilância une câmeras de vídeo de acesso (95% dos prédios residenciais da capital), câmeras no território e em prédios de escolas e creches, em pontos de transporte público, em parques, passagens subterrâneas e estádios.

### Cidades-irmãs
- Almati[47]
- Ancara[48]
- Bacu[49]
- Bangkok[50]
- Berlim[51]
- Brno[52]
- Bucareste[53]
- Buenos Aires[54]
- Chicago[55]
- Cusco[56]
- Dubai[57]
- Düsseldorf[58]
- Ganja[59]
- Hanói[60]
- Cidade de Ho Chi Minh[61]
- Jacarta[62]
- Carquive[63]
- Liubliana[64]
- Londres[65]
- Manila[66]
- Nova Deli[67]
- Astana[47]
- La Paz[68]
- Pequim[69]
- Pionguiangue[70]
- Resht[71]
- Reiquiavique[72]
- Riga[73]
- Condado de Santa Clara[74]
- Seul[75]
- Taline[76]
- Tasquente[77]
- Teerã[78]
- Tóquio[79]
- Ulã Bator[80]
- Vilnius[81]
- Varsóvia[82]

## Subdivisões administrativas
Moscou é dividida em 12 distritos administrativos. Todos os distritos possuem o seu brasão, bandeira e políticos eleitos por voto. Cada distrito também dispõe de emissoras de televisão próprias.
| Distritos Administrativos | Nome em russo    | População (2010) |
| ------------------------- | ---------------- | ---------------- |
| 1. Central                | Центральный      | 742 689          |
| 2. Leste                  | Восточный        | 1 459 051        |
| 3. Nordeste               | Северо-Восточный | 1 366 303        |
| 4. Norte                  | Северный         | 1 114 607        |
| 5. Noroeste               | Северо-Западный  | 924 419          |
| 6. Novomoskovski          | Новомосковский   | 113 569          |
| 7. Oeste                  | Западный         | 1 299 337        |
| 8. Sudeste                | Юго-Восточный    | 1 313 848        |
| 9. Sudoeste               | Юго-Западный     | 1 366 282        |
| 10. Sul                   | Южный            | 1 703 892        |
| 11. Troitski              | Троицкий         | 86 752           |
| 12. Zelenograd            | Зеленоград       | 223 902          |

## Economia

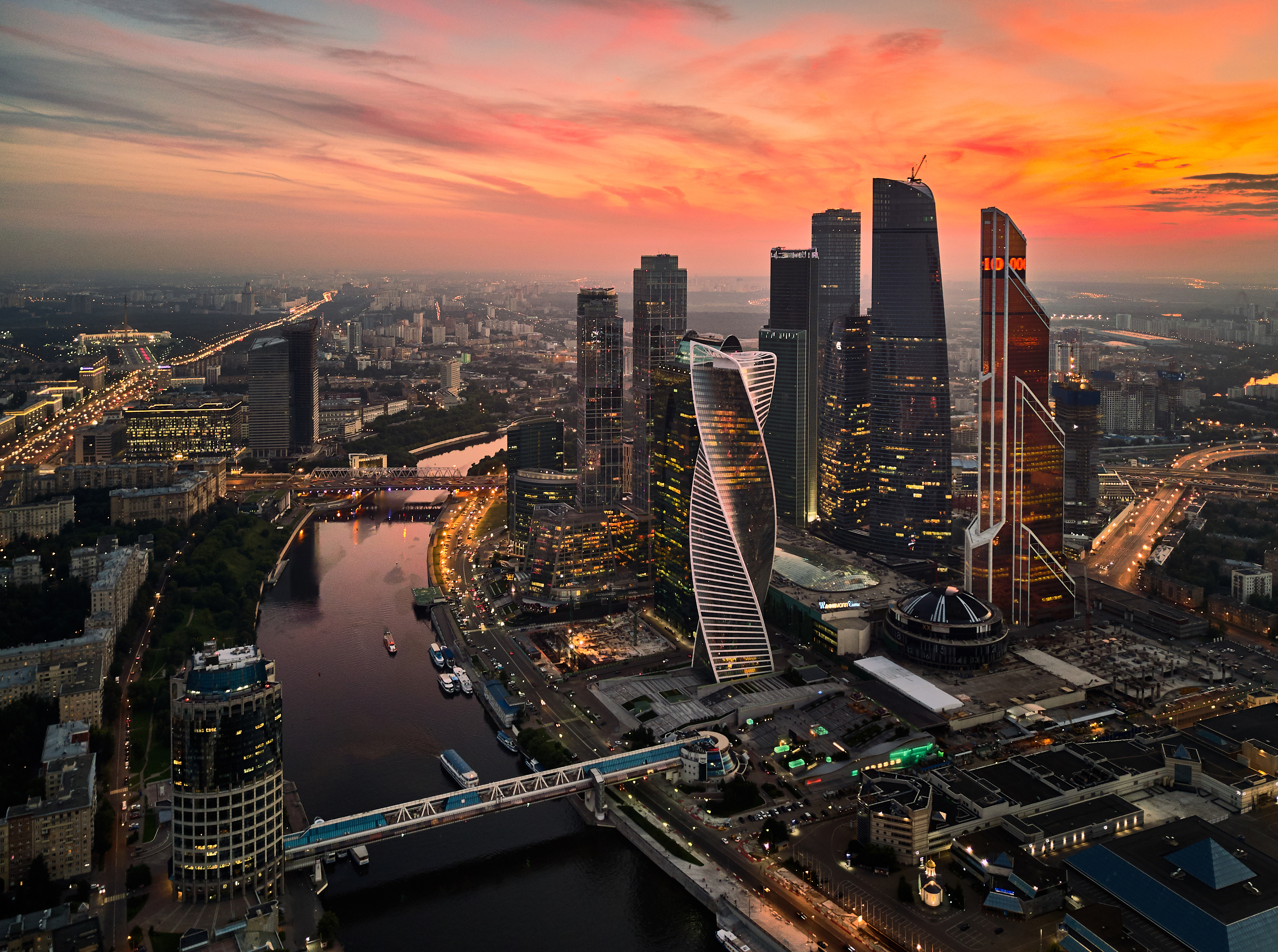
Centro Internacional de Negócios de Moscou.

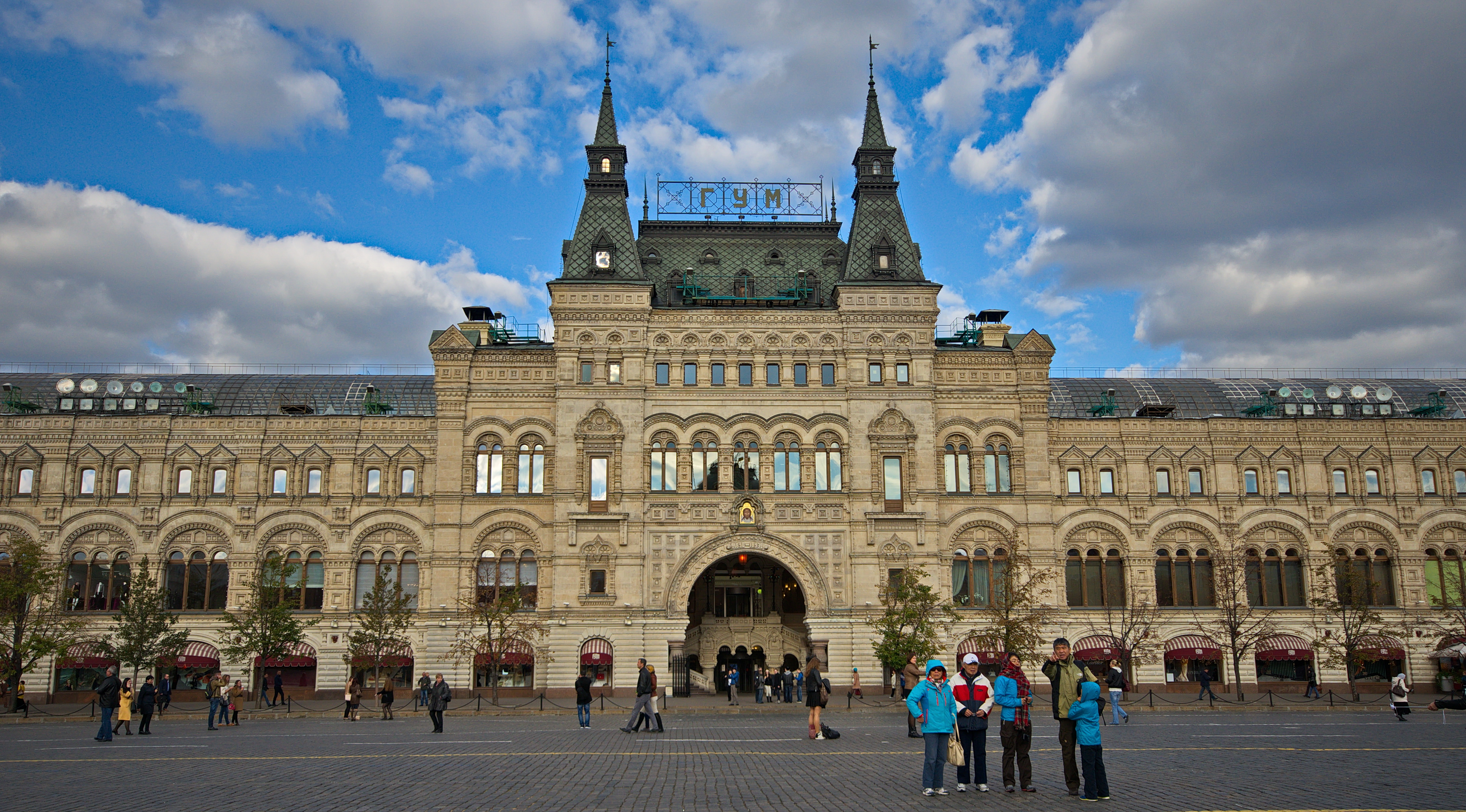
Fachada da loja de departamento GUM de Moscou

Moscou é uma das maiores economias entre as cidade da Europa e compreende aproximadamente 22% do PIB russo. Em 2009, a economia de Moscou chegou a 7,16 trilhões de rublos (225 bilhões de dólares).
A cidade tem a menor taxa de desemprego de todas as subdivisões federais da Rússia, situando-se em apenas 1% no ano de 2010, em comparação com a média nacional de 7%. O salário médio mensal na cidade é o quarto maior da Rússia, com 41 600 rublos, aproximadamente 1 070 euros ou 2 900 reais, que é quase o dobro da média nacional de 21 800 rublos, equivalente a cerca de 560 euros ou 1 500 reais. A capital russa é indiscutivelmente o centro financeiro da Rússia e a sede dos maiores bancos do país e de muitas de suas maiores empresas, como a Gazprom, a maior estatal russa. Moscou responde por 17% das vendas de varejo e 13% de toda a atividade de construção civil no país.
Desde a crise financeira russa de 1998, vários setores de atividade em Moscou mostraram taxas exponenciais de crescimento. Muitos centros de negócios novos e prédios de escritórios foram construídos nos últimos anos, mas a cidade ainda enfrenta a escassez de espaços de escritório. Como resultado, muitas das antigas instalações industriais e de pesquisa estão sendo reconstruídas para se tornarem adequadas para o uso de escritórios. O mercado de Cherkizovskiy é o maior mercado na Europa, com volume diário de cerca de 30 milhões de dólares e cerca de 10 000 vendedores de vários países.
Em 2008, Moscou tinha 74 bilionários com uma fortuna média de 5,9 bilhões de dólares, o que a colocou acima dos 71 bilionários de Nova Iorque. No entanto, em 2009, o número de bilionários na cidade caiu para 27, bem menos que os 55 bilionários de Nova Iorque. No geral, a Rússia perdeu 52 bilionários durante a crise econômica, entre 2008 e 2011.

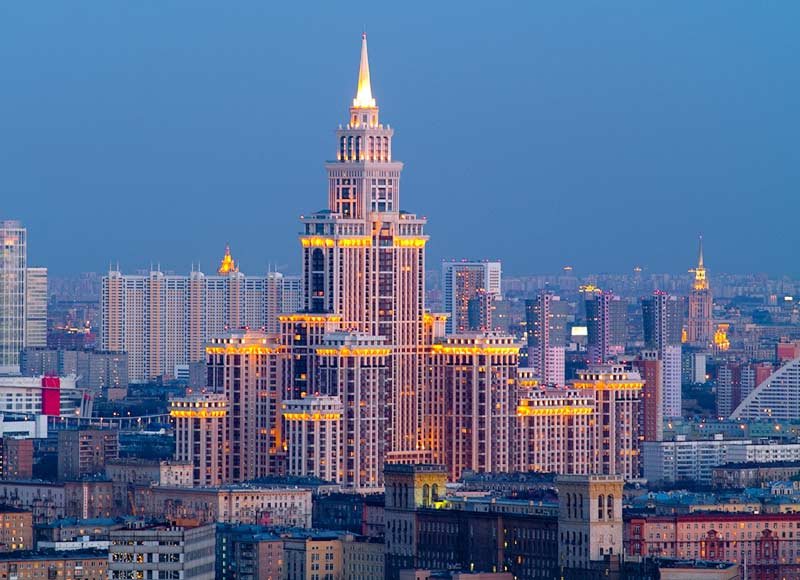
Triumph-Palace visto da rua Viktorenko

No topo da lista de bilionários da Rússia em 2009, estava Mikhail Prokhorov, com 9,5 bilhões de dólares, à frente do mais famoso Roman Abramovich, com 8,5 bilhões de dólares. A companhia de Prokhorov, o grupo ONEXIM, possui ativos enormes em energia de hidrogênio, nanotecnologia, energia tradicional e setor de metais preciosos, enquanto Abramovich, que vendeu a sua companhia petrolífera Sibneft para a gigante estatal russa Gazprom, em 2005, comprou os ativos de siderurgia e mineração. Ele também é dono do clube de futebol Chelsea FC. A mulher mais rica da Rússia continua sendo Helena Baturina, casada com o ex-prefeito de Moscou, Iuri Luzhkov. Oleg Deripaska, que liderou a lista com uma fortuna recorde de 28 bilhões de dólares em 2009, hoje ostenta 3,5 bilhões de dólares. Com base na lista de 2011 da Forbes, Moscou era a cidade com mais bilionários no mundo, um total de 79. Na lista de 2012, a cidade perdeu a posição para Nova Iorque, mas ainda continua com o segundo lugar.

## Infraestrutura

### Educação e ciência

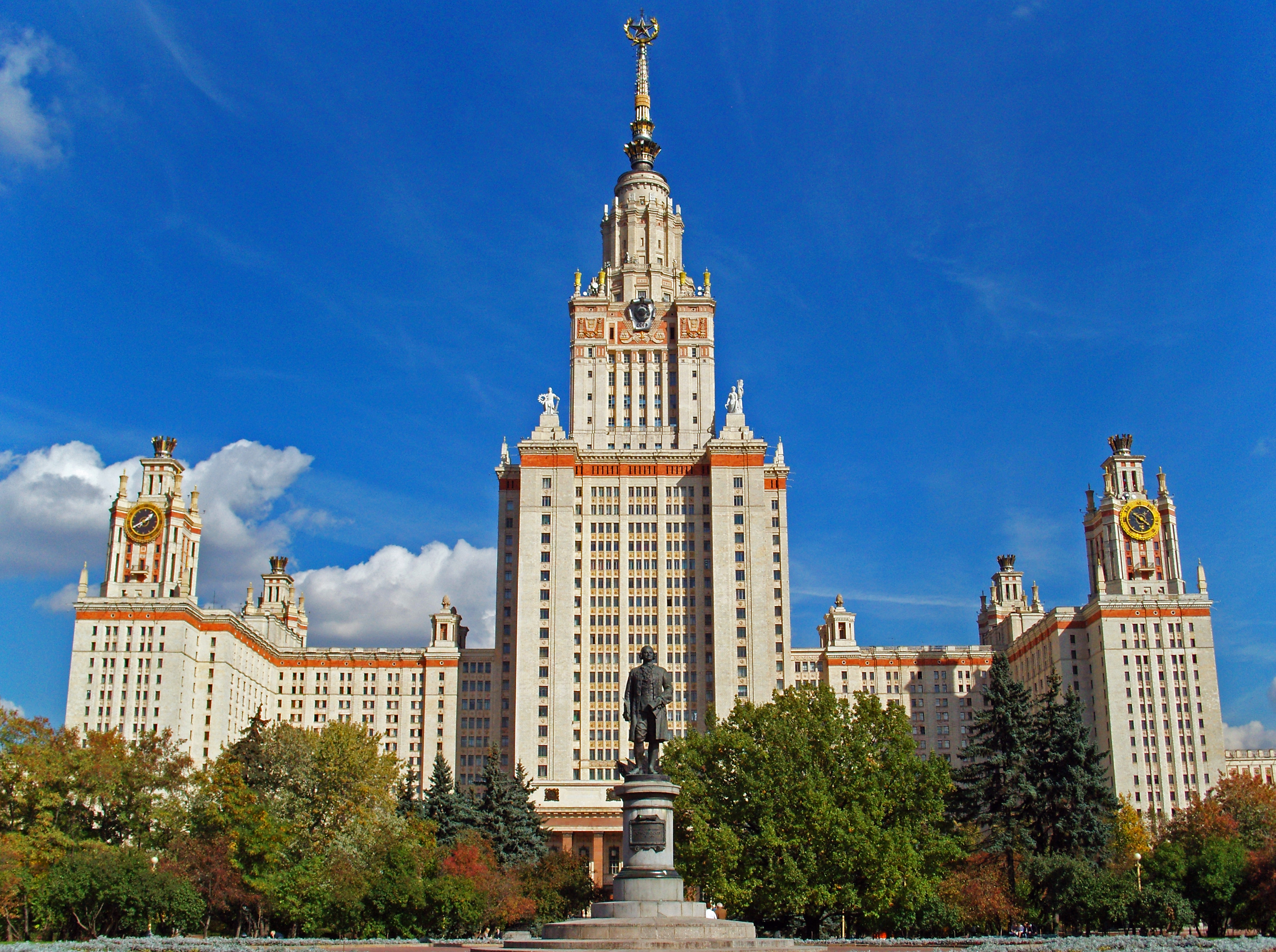
Universidade de Moscou

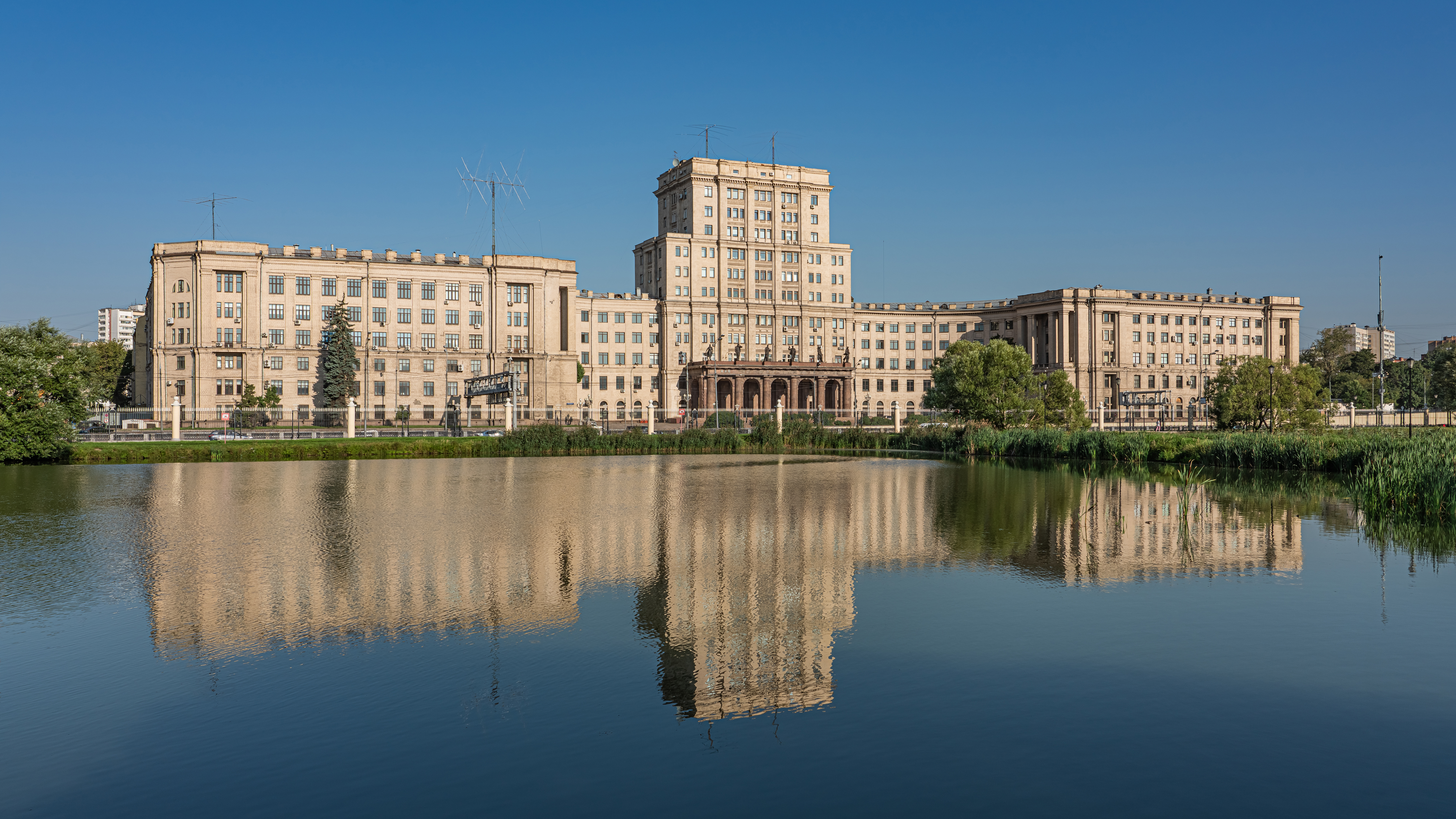
Universidade Técnica Estatal Bauman de Moscou

Há 1696 colégios e 91 faculdades em Moscou. Além deles, também existem 222 instituições de educação superior, incluindo 60 universidades federais e a própria Universidade de Moscou, fundada em 1755. O prédio principal, que já foi o maior edifício do continente, com seus 240 m de altura, é localizado na Colina dos Pardais.
A Universidade Técnica Estatal Bauman de Moscou, fundada em 1830, é localizada no centro de Moscou, atendendo a mais de 18 mil alunos e mil pós-graduandos em áreas da engenharia, oferecendo uma gama de diplomas técnicos. Desde que abriu inscrições para estudantes de fora do país, em 1991, a Universidade Bauman aumentou o número de estudantes estrangeiros para mais de 200. O Conservatório de Moscou, fundado em 1866, é uma conhecida escola de música, cujos alunos incluem Serguei Rachmaninoff, Mstislav Rostropovich, Aram Khachaturian, Alexander Scriabin e Alfred Schnittke.
O Instituto Federal de Relações Internacionais de Moscou, fundado em 1944, continua sendo a escola de diplomacia e relações internacionais mais conhecida da Rússia, com seis diferentes vertentes focadas nas relações internacionais. Aproximadamente 4 500 estudantes compõem o corpo universitário, e mais de 700 mil livros em russo e línguas estrangeiras — dos quais 20 mil são considerados raros — podem ser encontrados na biblioteca do instituto.
Moscou é um dos maiores centros científicos da Rússia. A sede da Academia Russa de Ciências é localizada em Moscou, assim como diversas instituições científicas e de pesquisa. Há 452 bibliotecas na cidade, incluindo 168 infantis. A Biblioteca Nacional, fundada em 1862, é a principal biblioteca do país. Essa livraria possui mais de 17 milhões de livros, 13 milhões de revistas, 350 mil partituras musicais e 150 mil mapas, fazendo dela a maior biblioteca da Rússia e uma das maiores do mundo. Itens em 247 diferentes idiomas compõem aproximadamente 29% de toda a coleção. A Biblioteca Histórica, fundada em 1863, é a maior especializada em história da Rússia. Sua coleção contém 4 milhões de itens em 112 idiomas, a respeito da história russa e mundial, de heráldica, de numismática e da história da ciência.

### Transportes

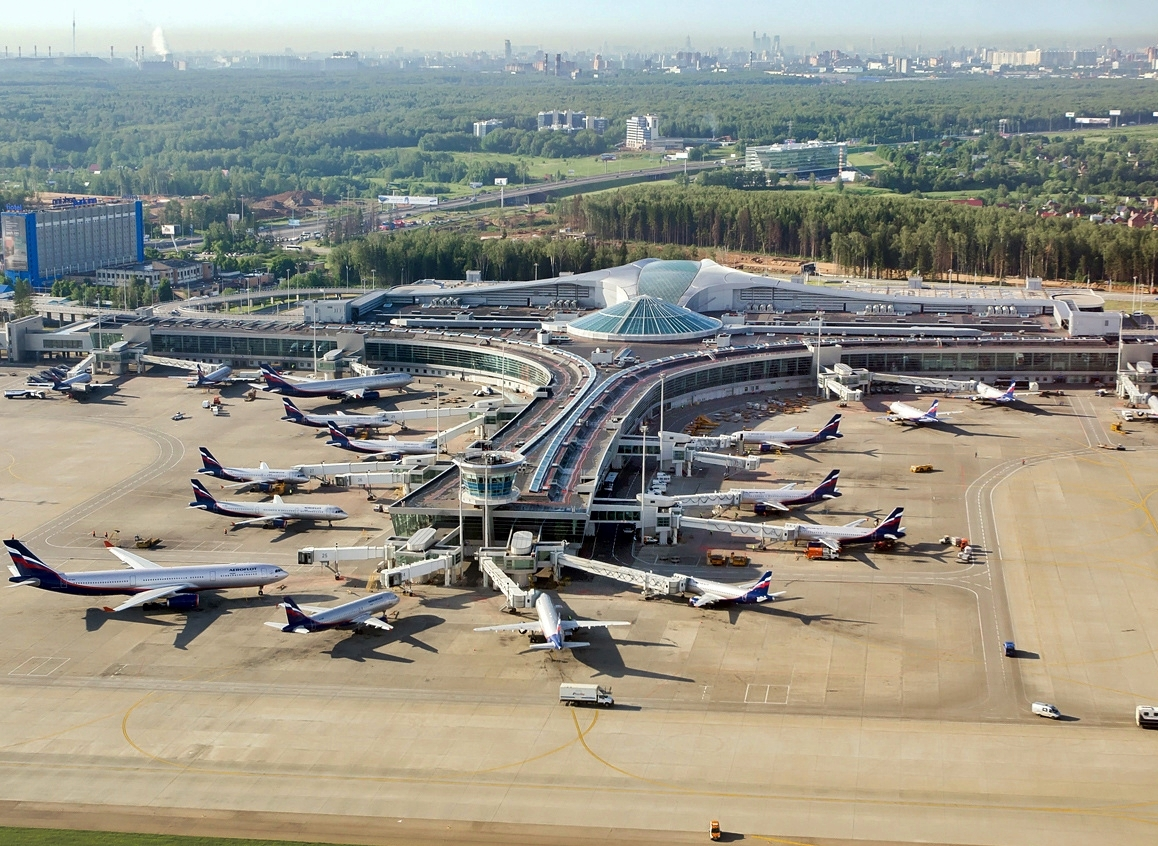
Imagem aérea do Aeroporto Moscovo Sheremetievo

Existem cinco principais aeroportos comerciais servindo Moscou: Sheremetievo (SVO), Domodedovo (DME), Vnukovo (VKO), Jukovsky (ZIA) e Ostafievo (OSF). Sheremetievo, o aeroporto mais movimentado da Rússia, é classificado como o quinto aeroporto mais movimentado da Europa e é o mais conectado globalmente, atendendo 60% de todos os voos internacionais do país. Os aeroportos de Moscou variam em distâncias do anel viário MKAD: Domodedovo é o mais distante a 22 km; Vnukovo é de 11 km; Sheremetievo fica a 10 km; e Ostafievo, o mais próximo, fica a cerca de 8 km de MKAD. Há vários aeroportos menores perto de Moscou (19 no Oblast de Moscou), como o Aeroporto de Myachkovo, que são destinados a aeronaves particulares, helicópteros e fretamentos.

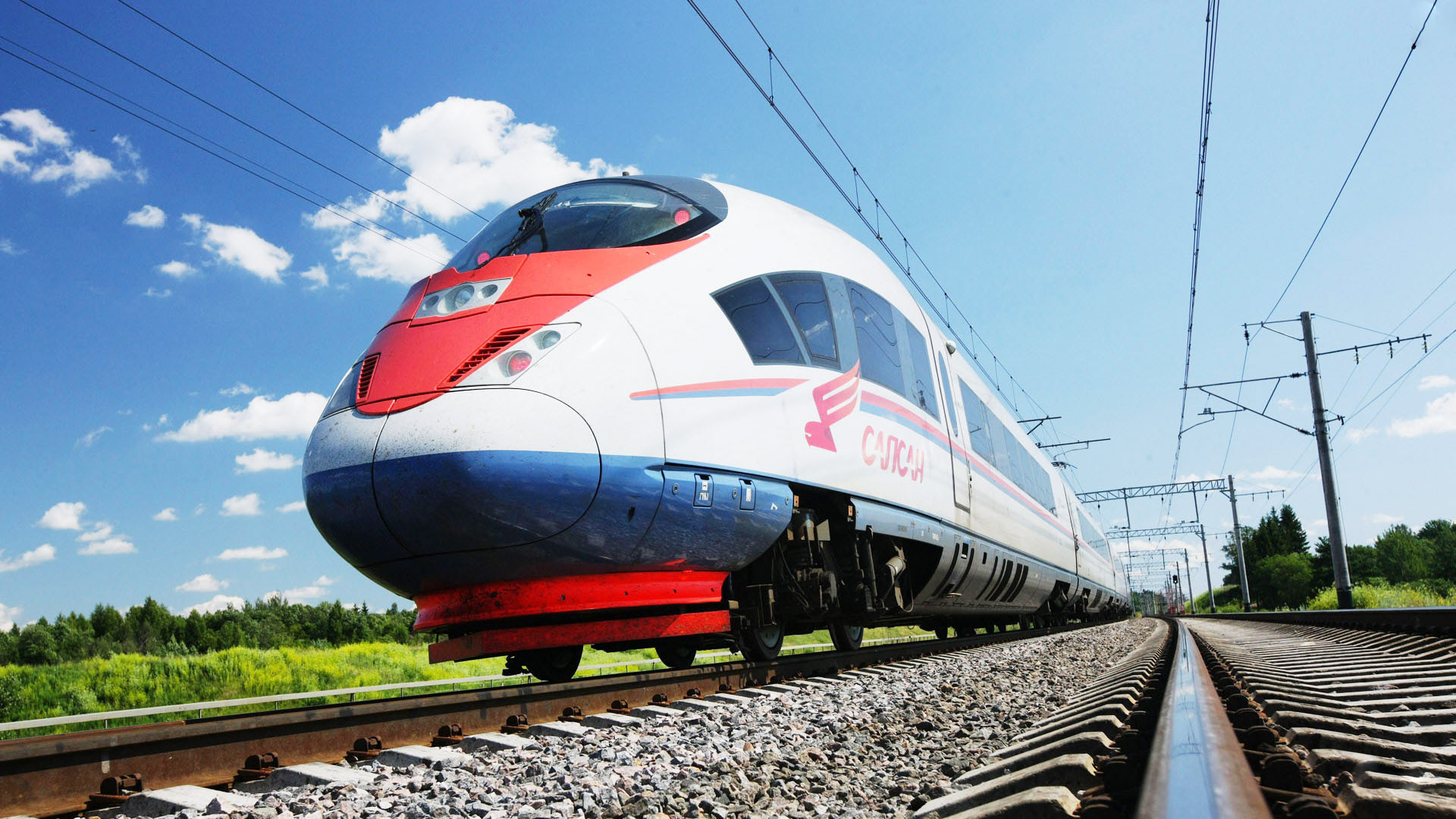
O trem-bala Sapsan conecta Moscou com São Petersburgo

Moscou possui uma ampla rede ferroviária, com nove terminais, todos localizados próximos ao centro da cidade e integrados à linha Koltsevaia. Cada estação deve lidar com trens de diferentes partes da Europa e Ásia, o que exige uma boa logística e profunda manutenção técnica. Como os bilhetes são relativamente baratos, os trens são o meio de viagem favorito dos russos, especialmente com destino a São Petersburgo, grande centro de serviços da Rússia. Moscou é o terminal ocidental da Ferrovia Transiberiana, que atravessa aproximadamente 9 300 km do território russo, até chegar a Vladivostok, na costa do Pacífico.

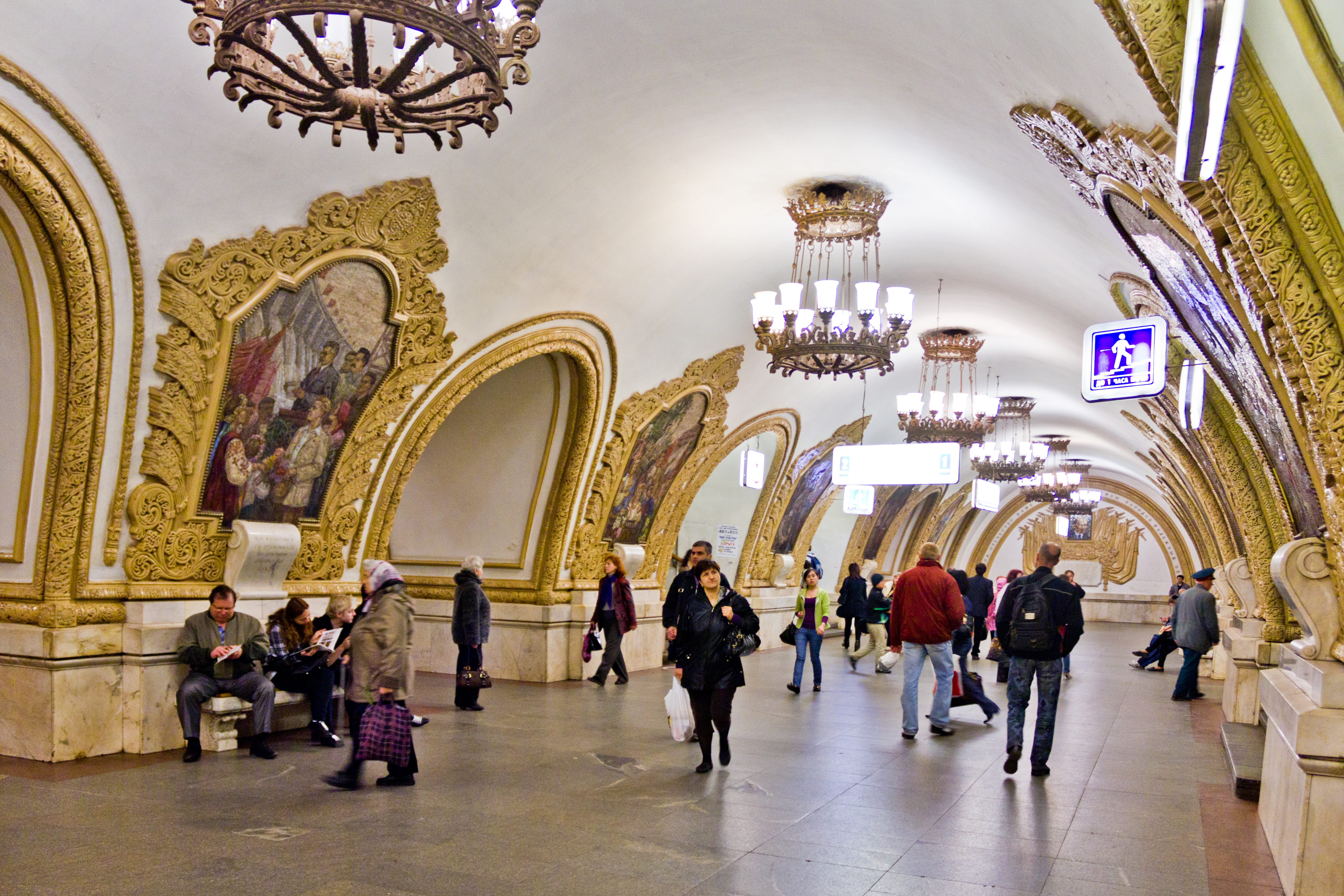
Estação Kievskaia do Metrô de Moscou

O metrô de Moscou, conhecido como o Palácio Subterrâneo, é único pela sua estética, murais, mosaicos e lustres ornados. Quando inaugurado, em 1935, o sistema tinha apenas duas linhas. Hoje, o metrô já compreende doze linhas, sendo a maior parte delas subterrânea, com um total de 188 estações. O metrô de Moscou é um dos mais profundos do mundo e serve 10 milhões de passageiros diariamente.
Diferentemente de São Petersburgo, Moscou não depende diretamente de um transporte fluvial bem equipado. A capital tem dois terminais de passageiros no rio Moscou, além de rotas regulares de embarcações, também no Oka. Esse método de transporte, entretanto, é usados mais para fins de entretenimento e turismo do que para transporte. O Terminal Norte, construído em 1937, é o principal acesso para rotas fluviais de longa duração. Há também três portos de carga que atendem a Moscou.[carece de fontes?]
Moscou dispõe de uma longa rede urbana de ônibus, que parte de toda estação de metrô próxima às zonas residenciais. A cidade também tem um terminal para viagens de longo alcance e intermunicipais, que transportam, diariamente, cerca de 25 000 passageiros, o que representa 40% das rotas terrestres de Moscou. Toda via de importância é servida por pelo menos uma rota de ônibus, que são reforçadas por rotas de trólebus.[carece de fontes?]
Moscou também conta com um sistema de bondes, inaugurado em 1899. A linha mais recente foi construída em 1984. O uso diário de bondes pelos moscovitas já é baixo e vem caindo, pelo fato de partes das conexões terem sido retiradas. Entretanto, os bondes continuam importantes em alguns distritos, que dependem do transporte para se locomover até as estações de metrô. Os bondes também facilitam a baldeação entre linhas de metrô.[carece de fontes?]

## Cultura

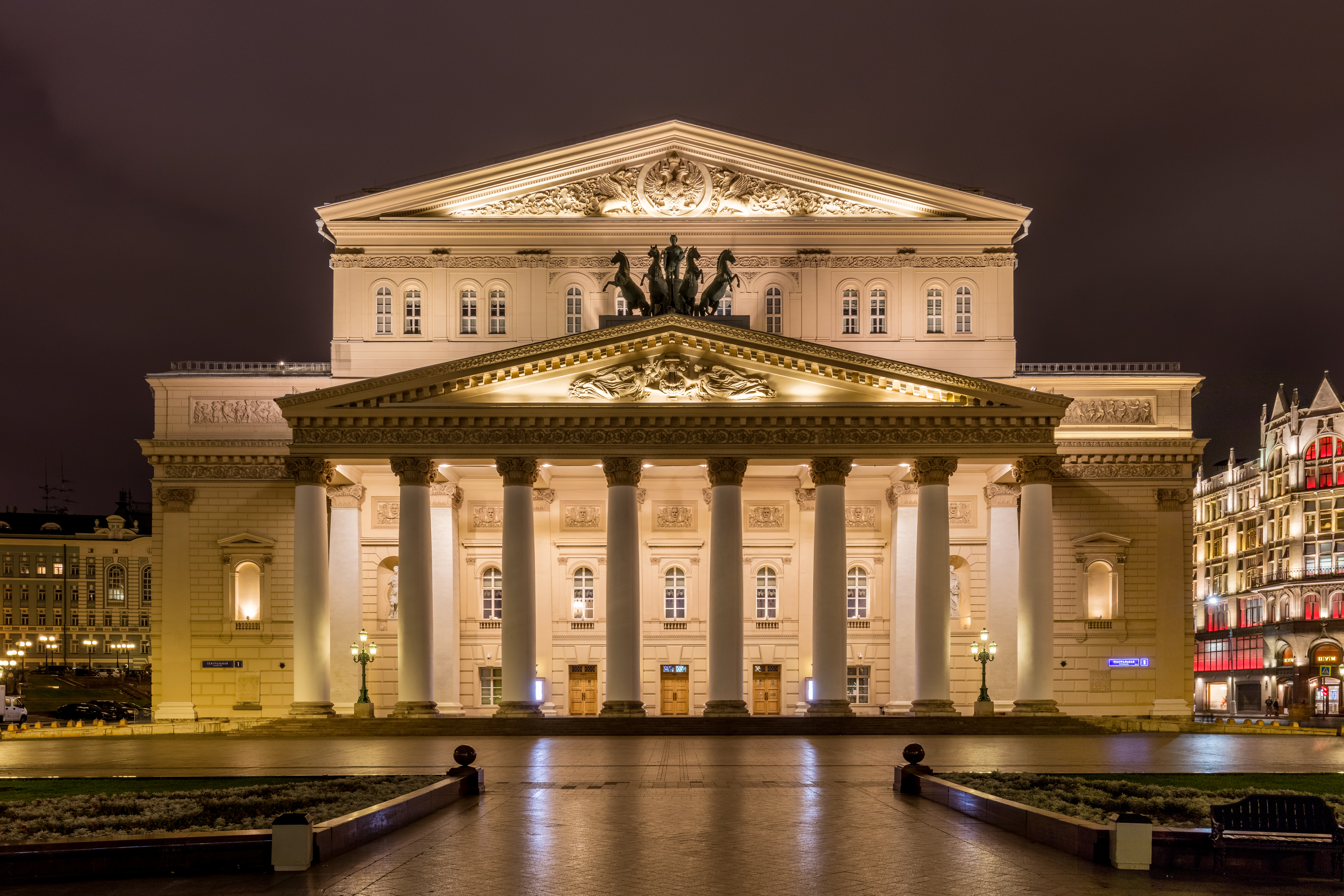
O Teatro Bolshoi

Um dos museus de arte mais conhecidos de Moscou é a Galeria Tretyakov, fundada por Pavel Tretyakov, um rico defensor das artes, que doou sua coleção privada para a administração da cidade. A galeria é dividida em dois blocos. O chamado "antigo Tretyakov" é a galeria original, à margem sul do rio Moscovo, que lida com a arte clássica e tradicional da Rússia. Os trabalhos de vários pintores famosos da época pré-revolucionária, tal qual Ilya Repin e diversos ícones podem ser encontrados por lá. O chamado "novo Tretyakov" foi estabelecido na era soviética, e contém, principalmente, os trabalhos dos artistas soviéticos e obras contemporâneas, além de uma pequena quantidade de conteúdos do início do século XX, da mesma época daqueles encontrados no antigo Tretyakov. A nova galeria inclui uma reconstrução do famoso Monumento à III Internacional e uma mistura de trabalhos de artistas da vanguarda, como Kazimir Malevich e Wassily Kandinsky. O Realismo socialista também se faz presente dentro da galeria do novo Tretyakov.
Também há em Moscou o renomado Museu Pushkin de Belas Artes, com exposições acerca das civilizações, com diversas réplicas de esculturas antigas. Entretanto, o museu também abriga pinturas famosas de praticamente toda era ocidental, além de obras de Claude Monet, Paul Cézanne e Pablo Picasso. O Museu Histórico da Rússia, um dos mais visitados do país, é localizado em Moscou, mais especificamente entre a Praça Vermelha e o Manege moscovita. Suas mostras vão de relíquias de tribos pré-históricas da atual Rússia até os trabalhos artísticos de valores incalculáveis adquiridos pelos czares da dinastia Romanov. O número total de objetos nas coleções do museu ultrapassa os milhões. O Museu Politécnico, fundado em 1872, é o maior museu técnico da Rússia, oferecendo uma ampla gama de invenções históricas e descobrimentos tecnológicos, incluindo o humanoide do século XVIII e os primeiros computadores soviéticos. Essa coleção contém mais de 160 mil itens.

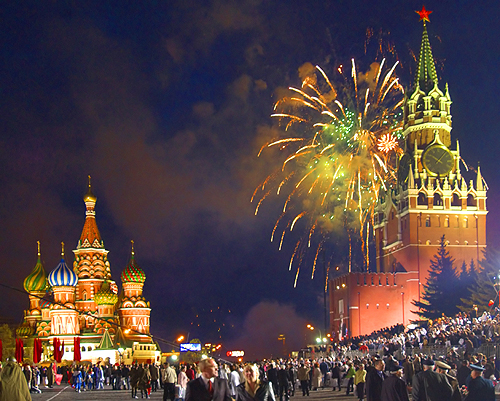
Moscou celebra o Dia da Vitória

O Panorama de Borodino é outro museu localizado na Avenida Kutuzov que oferece a oportunidade para que seus visitantes experimentem estar em um campo de batalha, com uma visão de 360º, uma homenagem à Batalha de Borodino, uma das principais atrações desse museu que é completamente dedicado à vitória na Guerra Patriótica de 1812 sobre Napoleão e seu exército, incluindo o Arco do Triunfo, erguido em 1827. Na cidade, existe também o museu de história militar, que inclui estátuas, equipamentos bélicos e informações interativas obtidas por meio de histórias de guerra. Moscou é o coração da performance das artes, incluindo o balé e o cinema. Há 93 teatros, 132 cinemas e 24 salões de concerto na capital. Entre os vários teatros e estúdios de balé da cidade, destacam-se o Teatro Bolshoi e o Teatro de Arte de Moscou. Os repertórios são numerosos durante a temporada, com interpretações modernas de trabalhos clássicos, líricos ou dramáticos.
Moscou tem uma grande tradição circense, sendo sede do Circo de Moscou. Os filmes soviéticos fazem parte da história do cinema russo, e o estúdio moscovita Mosfilm foi o coração de diversos clássicos cinematográficos, responsável pelas produções artísticas e documentais. Entretanto, apesar da constante presença e reputação de cineastas internacionalmente reconhecidos na cidade, os estúdios que outrora fizeram fama em todo mundo hoje vivem tempos de mansidão. Filmes raros e históricos podem ser vistos no Cinema Salut, onde coleções de museu são apresentadas regularmente.
O Museu Estatal da Arquitetura, localizado próximo da Praça Vermelha, é o museu nacional de arquitetura da Rússia, que leva o nome do arquiteto Alexei Schusev. O Dia da Vitória é um importante evento em toda a Rússia. Em Moscou, a data é considerada especial, e comemorada com desfiles militares, apresentações musicais e queima de fogos. O Museu Memorial da Cosmonáutica é, de fato, um verdadeiro memorial aos heróis e pioneiros do espaço. O ambiente é localizado sob o célebre Monumento aos Conquistadores do Cosmos.

### Arquitetura

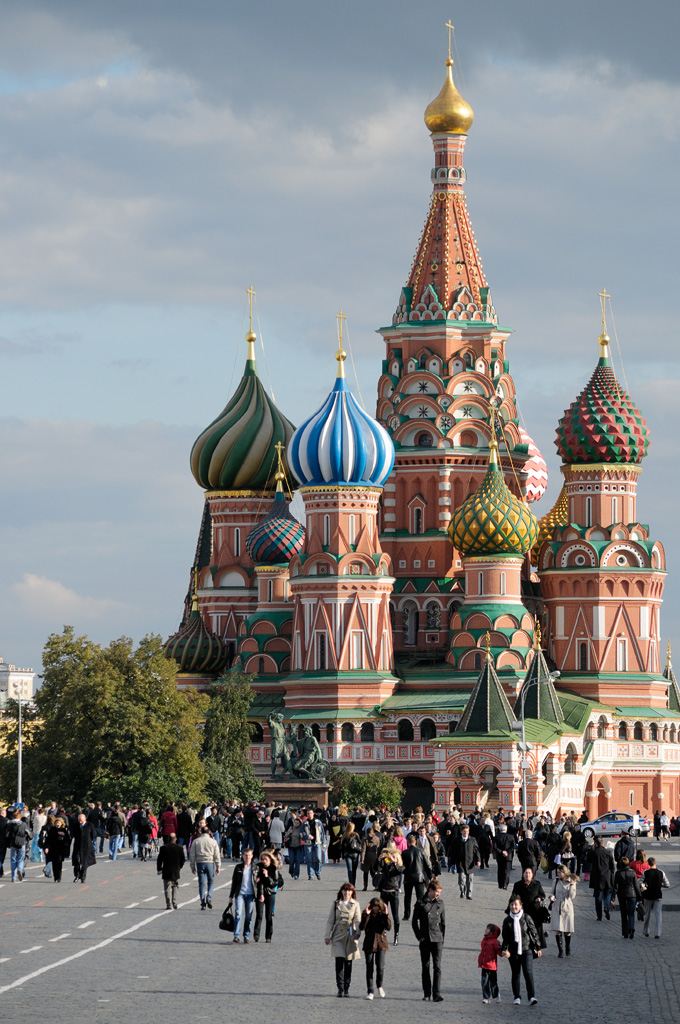
Catedral de São Basílio em Moscou, a obra-prima da arquitetura russa

A arquitetura de Moscou é mundialmente conhecida. Moscou é o local da Catedral de São Basílio, com suas elegantes cúpulas de cebola, bem como a Catedral de Cristo Salvador e as Sete Irmãs. O primeiro Kremlin foi construído em meados do século XII. O design medieval de Moscou era de paredes concêntricas e ruas radiais que se cruzavam. Esse layout, assim como os rios de Moscou, ajudou a moldar o design de Moscou nos séculos seguintes. O Kremlin foi reconstruído no século XV. Suas torres e algumas de suas igrejas foram construídas por arquitetos italianos, emprestando à cidade algumas das auras do renascimento. A partir do final do século XV, a cidade foi embelezada por estruturas de alvenaria, como mosteiros, palácios, muros, torres e igrejas. A aparência da cidade não mudou muito no século XVIII. As casas eram feitas de troncos de pinheiro e abeto, com telhados de telhas cobertas de grama ou cobertas por casca de bétula. A reconstrução de Moscou na segunda metade do século XVIII foi necessária não apenas por incêndios constantes, mas também pelas necessidades da nobreza. Grande parte da cidade de madeira foi substituída por edifícios no estilo clássico.
Durante grande parte de sua história arquitetônica, Moscou foi dominada por igrejas ortodoxas. No entanto, a aparência geral da cidade mudou drasticamente durante os tempos soviéticos, especialmente como resultado do esforço em larga escala de Joseph Stalin para "modernizar" Moscou. Os planos de Stalin para a cidade incluíam uma rede de amplas avenidas e estradas, algumas delas com mais de dez pistas, que, embora simplificassem bastante o movimento pela cidade, foram construídas à custa de um grande número de prédios e distritos históricos. Entre as muitas baixas das demolições de Stalin, estava a Torre Sukharev, um marco histórico da cidade, bem como mansões e edifícios comerciais. O novo status da cidade como capital de uma nação profundamente secular tornou os edifícios religiosos significativos especialmente vulneráveis à demolição. Muitas das igrejas da cidade, que na maioria dos casos eram alguns dos edifícios mais antigos e importantes de Moscou, foram destruídas; alguns exemplos notáveis incluem a Catedral de Kazan e a Catedral de Cristo Salvador. Durante os anos 90, ambos foram reconstruídos. Muitas igrejas menores, no entanto, foram perdidas.
Embora o período stalinista posterior tenha sido caracterizado pela redução da criatividade e da inovação arquitetônica, os anos pós-revolucionários anteriores viram uma infinidade de novos edifícios radicais criados na cidade. Especialmente notáveis foram os arquitetos construtivistas associados a VKHUTEMAS, responsáveis por pontos de referência como o Mausoléu de Lenin. Outro arquiteto de destaque foi Vladimir Shukhov, famoso por Shukhov Tower, apenas uma das muitas torres hiperbolóides projetadas por Shukhov. Foi construído entre 1919 e 1922 como uma torre de transmissão para uma empresa de transmissão russa. Shukhov também deixou um legado duradouro para a arquitetura construtivista do início da Rússia soviética. Ele projetou amplas galerias de lojas alongadas, principalmente a loja de departamentos GUM na Praça Vermelha, com pontes inovadoras de cofres de metal e vidro.

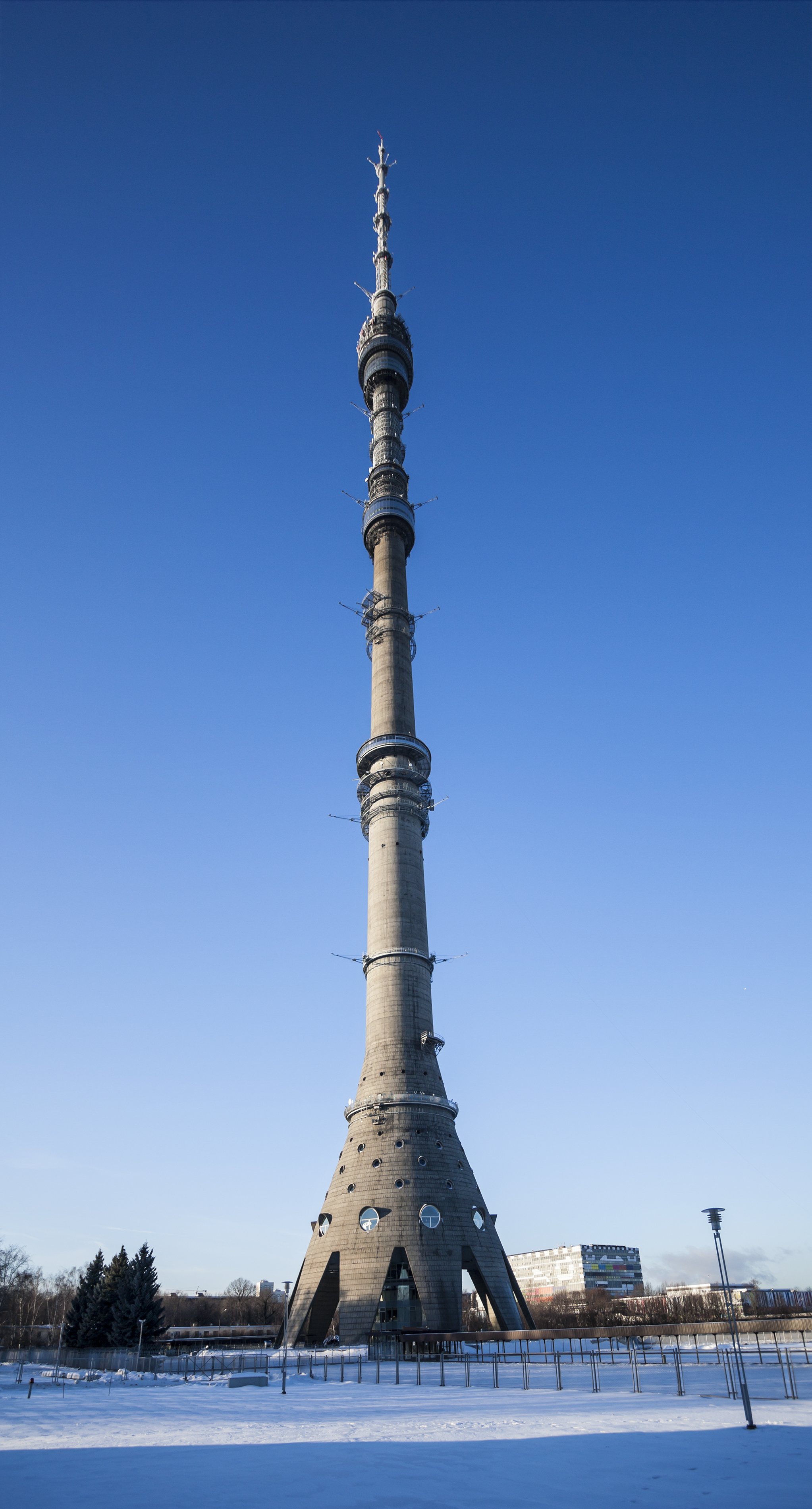
Torre Ostankino, a estrutura mais alta da Europa

Talvez as contribuições mais reconhecíveis do período stalinista sejam as chamadas Sete Irmãs, compreendendo sete arranha-céus maciços espalhados por toda a cidade a uma distância igual do Kremlin. Uma característica definidora do horizonte de Moscou, sua forma imponente foi supostamente inspirada no Edifício Municipal de Manhattan, na cidade de Nova York, e seu estilo — com exteriores intrincados e uma grande torre central — foi descrito como arquitetura gótica stalinista. Todas as sete torres podem ser vistas dos pontos mais altos da cidade; eles estão entre as construções mais altas do centro de Moscou, além da Torre Ostankino, que, quando foi concluída em 1967, era a mais alta estrutura de terra autônoma do mundo e hoje continua sendo o sexagésimo segundo mais alto do mundo, classificado entre edifícios como o Burj Khalifa em Dubai, Taipei 101 em Taiwan e a CN Tower em Toronto.
O objetivo soviético de fornecer moradia para todas as famílias e o rápido crescimento da população de Moscou levaram à construção de grandes blocos habitacionais monótonos. A maioria deles data da era pós-Stalin e os estilos geralmente recebem o nome do líder então no poder (Brezhnev, Khrushchev, etc.) Eles geralmente são mal mantidos. Embora a cidade ainda tenha alguns prédios de cinco andares construídos antes da metade da década de 1960, os prédios mais recentes geralmente têm pelo menos nove andares e têm elevadores. Estima-se que Moscou tenha mais do dobro de elevadores que a cidade de Nova York e quatro vezes mais que Chicago. A Moslift, uma das principais empresas de operação de elevadores da cidade, tem cerca de 1 500 mecânicos de elevadores de plantão, para libertar os moradores presos em elevadores.
Os edifícios da era stalinista, encontrados principalmente na parte central da cidade, são enormes e geralmente ornamentados com motivos de realismo socialista que imitam temas clássicos. No entanto, pequenas igrejas — quase sempre ortodoxas orientais — encontradas em toda a cidade fornecem vislumbres de seu passado. A Old Arbat Street, uma rua turística que já foi o coração de uma área boêmia, preserva a maioria de seus edifícios antes do século XX. Muitos edifícios encontrados nas principais ruas do centro da cidade (atrás das fachadas stalinistas da Rua Tverskaya, por exemplo) também são exemplos da arquitetura burguesa típica dos tempos czaristas. O Palácio Ostankino, Kuskovo, Uzkoye e outras grandes propriedades nos arredores de Moscou pertencem originalmente a nobres da era czarista, e alguns conventos e mosteiros, dentro e fora da cidade, estão abertos a moscovitas e turistas.

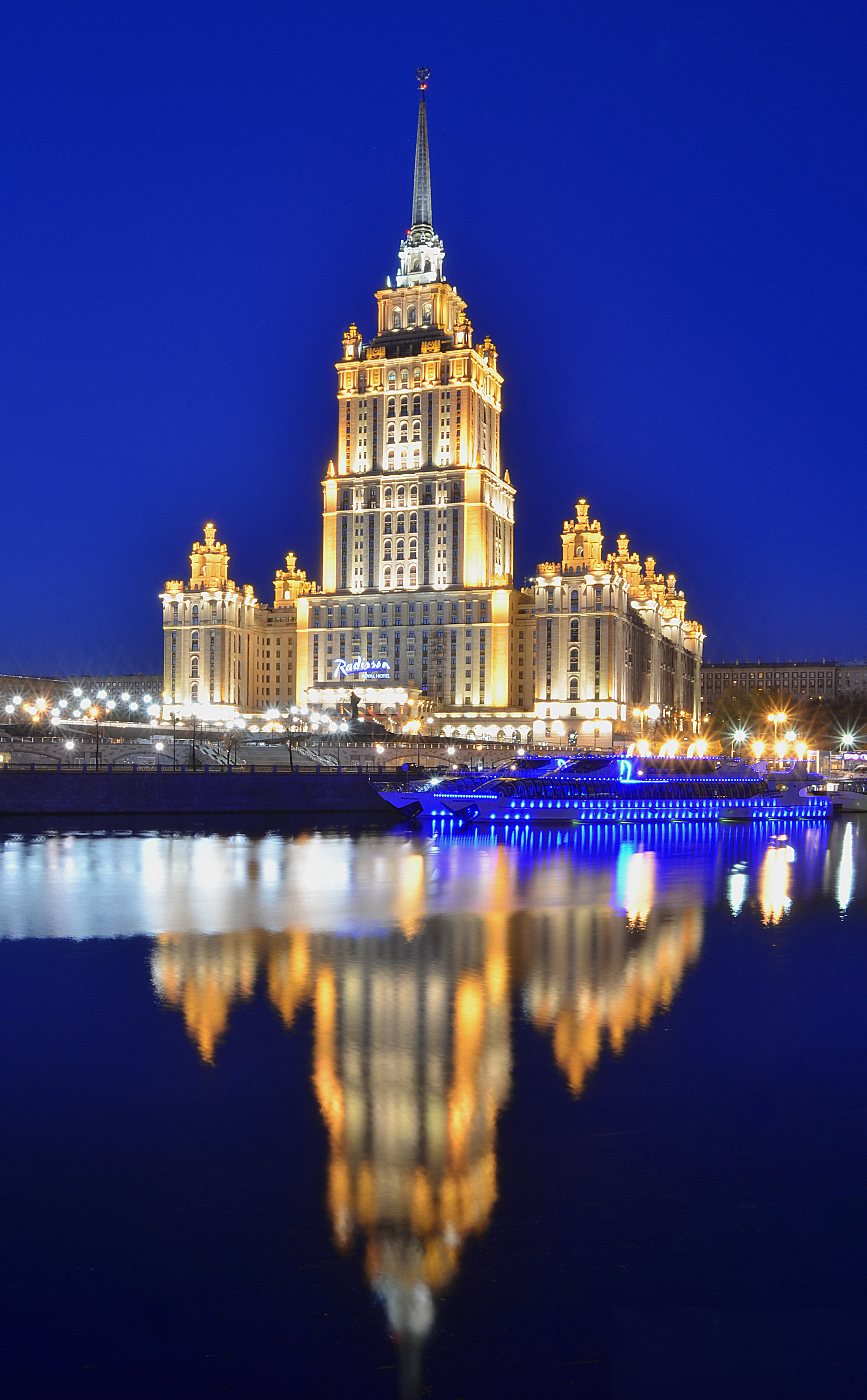
Hotel Ucrânia, uma das Sete Irmãs

Tentativas estão sendo feitas para restaurar muitos dos exemplos mais bem guardados da cidade de arquitetura pré-soviética. Essas estruturas restauradas são facilmente identificadas por suas novas cores brilhantes e fachadas impecáveis. Também existem alguns exemplos de notável trabalho de vanguarda soviético, como a casa do arquiteto Konstantin Melnikov na área de Arbat. Muitas dessas restaurações foram criticadas por suposto desrespeito à autenticidade histórica. O fachadismo também é amplamente praticado. Exemplos posteriores de arquitetura soviética interessante são geralmente marcados por seu tamanho impressionante e pelos estilos semimodernistas empregados, como no projeto Novy Arbat, conhecido como "dentes falsos de Moscou" e notório pela perturbação em larga escala de uma área histórica no centro de Moscou envolvido no projeto.
O horizonte de Moscou está se modernizando rapidamente, com várias novas torres em construção. Nos últimos anos, a administração da cidade tem sido amplamente criticada por fortes destruições que afetaram muitos edifícios históricos. Cerca de um terço da histórica Moscou foi destruída nos últimos anos para dar espaço a apartamentos e hotéis de luxo. Outros edifícios históricos, incluindo marcos históricos como o hotel Moskva de 1930 e a loja de departamentos Voyentorg de 1913, foram arrasados e reconstruídos novamente, com a inevitável perda de valor histórico. Os críticos culpam o governo por não fazer cumprir as leis de conservação: nos últimos 12 anos, mais de 50 prédios com status de monumento foram demolidos, vários dos quais datam do século XVII. Alguns críticos também se perguntam se o dinheiro usado para a reconstrução de edifícios destruídos não poderia ser usado para a renovação de estruturas deterioradas, que incluem muitas obras do arquiteto Konstantin Melnikov e da estação de metrô Mayakovskaya.
Algumas organizações, como a Moscow Architecture Preservation Society e Save Europe's Heritage, estão tentando atrair a atenção do público internacional para esses problemas.

### Esportes

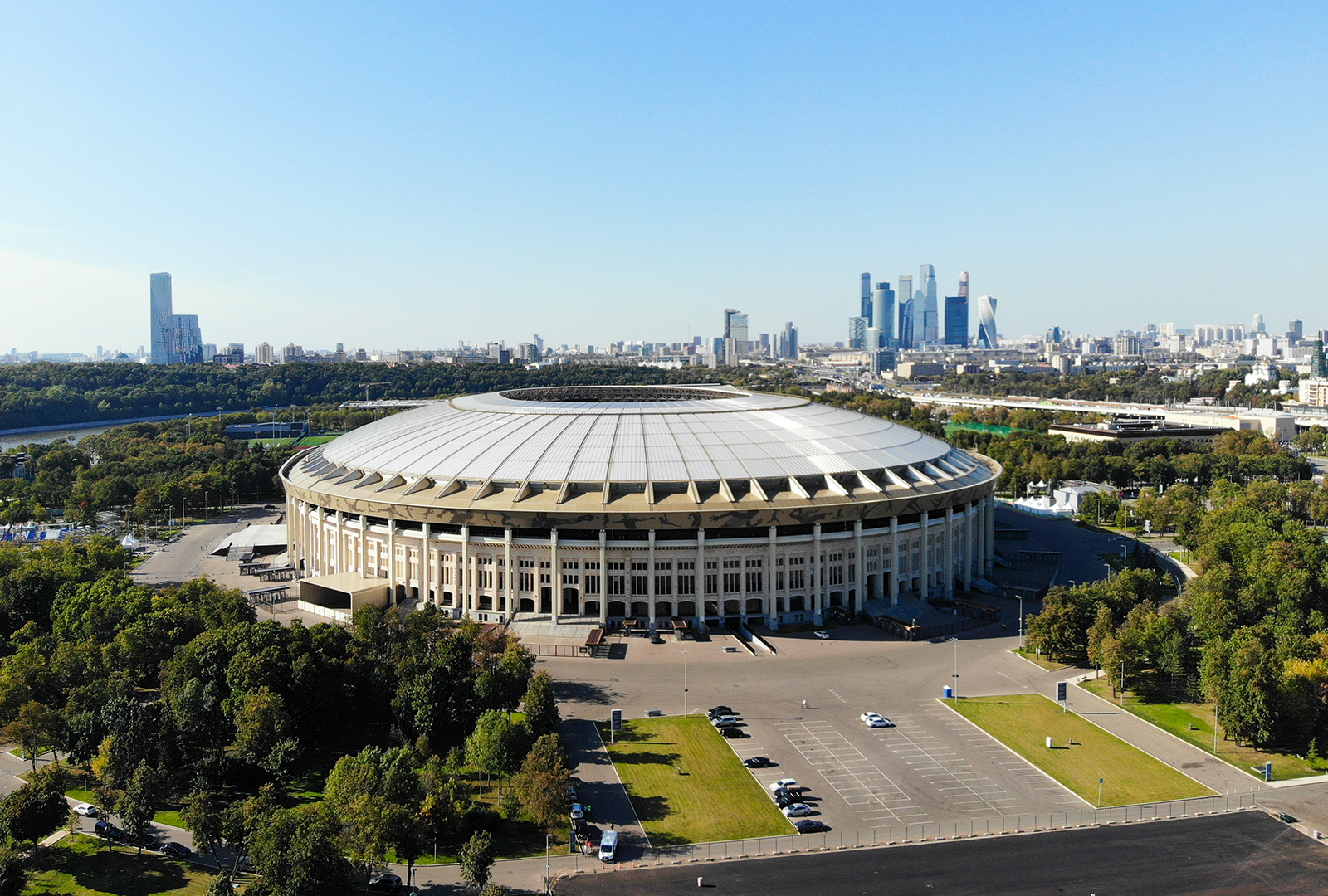
Estádio Luzhniki, localizado no centro de Moscou

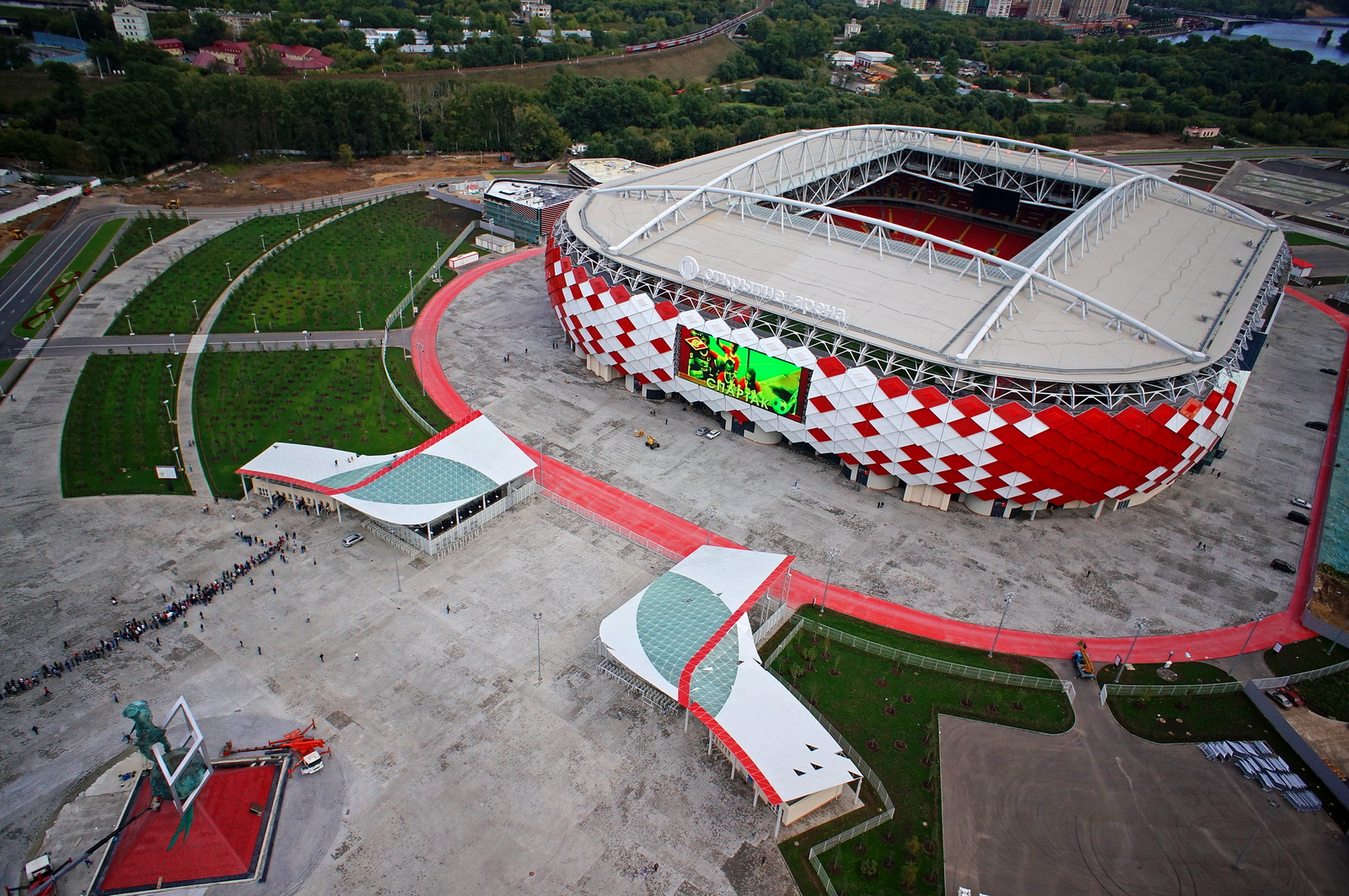
Arena Otkrytie

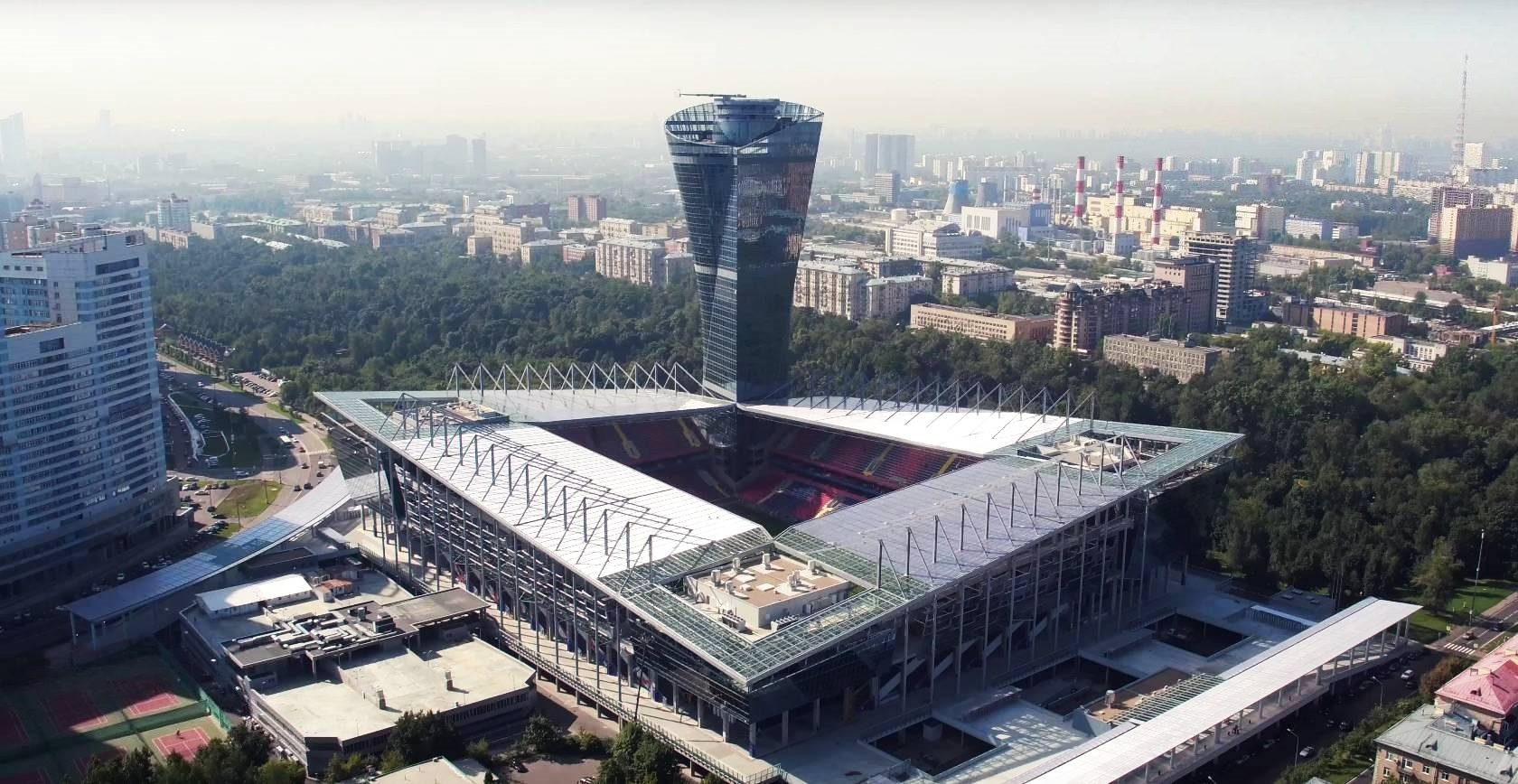
VEB Arena

Moscou dispõe de um grande número de várias instalações esportivas, sendo a sede de 63 estádios, além de oito campos profissionais de futebol e onze praças de atletismo. O mais conhecido é o Complexo Luzhniki, o quarto maior de toda a Europa, sede das Olimpíadas de 1980 e da final da Liga dos Campeões da UEFA de 2007–08. 40 outros complexos esportivos estão localizados dentro dos limites da cidade, incluindo 24 arenas com gelo artificial. O Estádio Olímpico era a principal arena para a prática do bandy, sediando o Campeonato Mundial em duas ocasiões. Atualmente é Palácio de Gelo Krylatskoye [en], sediando o Campeonato Mundial em 2010. Em Moscou também há sete hipódromos, sendo o maior deles o Central de Moscou, fundado em 1834.
Em 1980, Moscou sediou os Jogos Olímpicos, apesar de as provas marítimas terem acontecido em Tallinn, na época a Estônia Soviética. Os jogos propiciaram a construção de uma grande infraestrutura, como vários complexos esportivos e o segundo terminal do Aeroporto Sheremetievo. Moscou também candidatou-se como sede para as Olimpíadas de 2012, mas foi eliminada na decisão, que definiria Londres como a sede dos jogos.
O futebol, no verão e o hóquei, no inverno, são os esportes mais populares da cidade. Entretanto, o PBC CSKA e o MBC Dínamo são fortes clubes de basquetebol da cidade que se destacam nos campeonatos nacionais. As principais equipes esportivas de Moscou incluem o CSKA, a equipe de hóquei mais premiada do mundo, o Spartak, o mais vezes campeão do futebol russo, e o Dínamo, que revelou importantes nomes em várias modalidades esportivas. Todos esses clubes têm equipes de futebol, hóquei e basquetebol. O Lokomotiv e Torpedo são outras duas equipes de futebol importantes da cidade.
O Spartak, historicamente representando a grande massa, e o CSKA, o clube do exército, fazem o Grande Clássico Moscovita, decorrente da rivalidade entre os trabalhadores e os militares. O Dínamo, por outro lado, foi fundado pela política secreta. Com isso, os mais fortes times russos acabaram por se concentrar em Moscou.
Por conta do clima frio, existem muitos parques que oferecem a prática de patinação e esqui. Como importante polo do esporte, Moscou também oferece anualmente a Copa Kremlin, um conhecido torneio de tênis entre a Associação de Tenistas Profissionais e a Associação de Tênis Feminino. A Copa é uma competição muito prestigiada, principalmente pelos jogadores russos.
O Slava Moscou e o RC Lokomotiv são conhecidos clubes profissionais de rúgbi. Moscou foi a sede da Copa do Mundo de Rúgbi de 2013. A Rússia sediou a Copa do Mundo FIFA de 2018 e o Luzhniki teve sua capacidade aumentada em quase 10 mil assentos.